# Quân trợ chiến (La Mã)

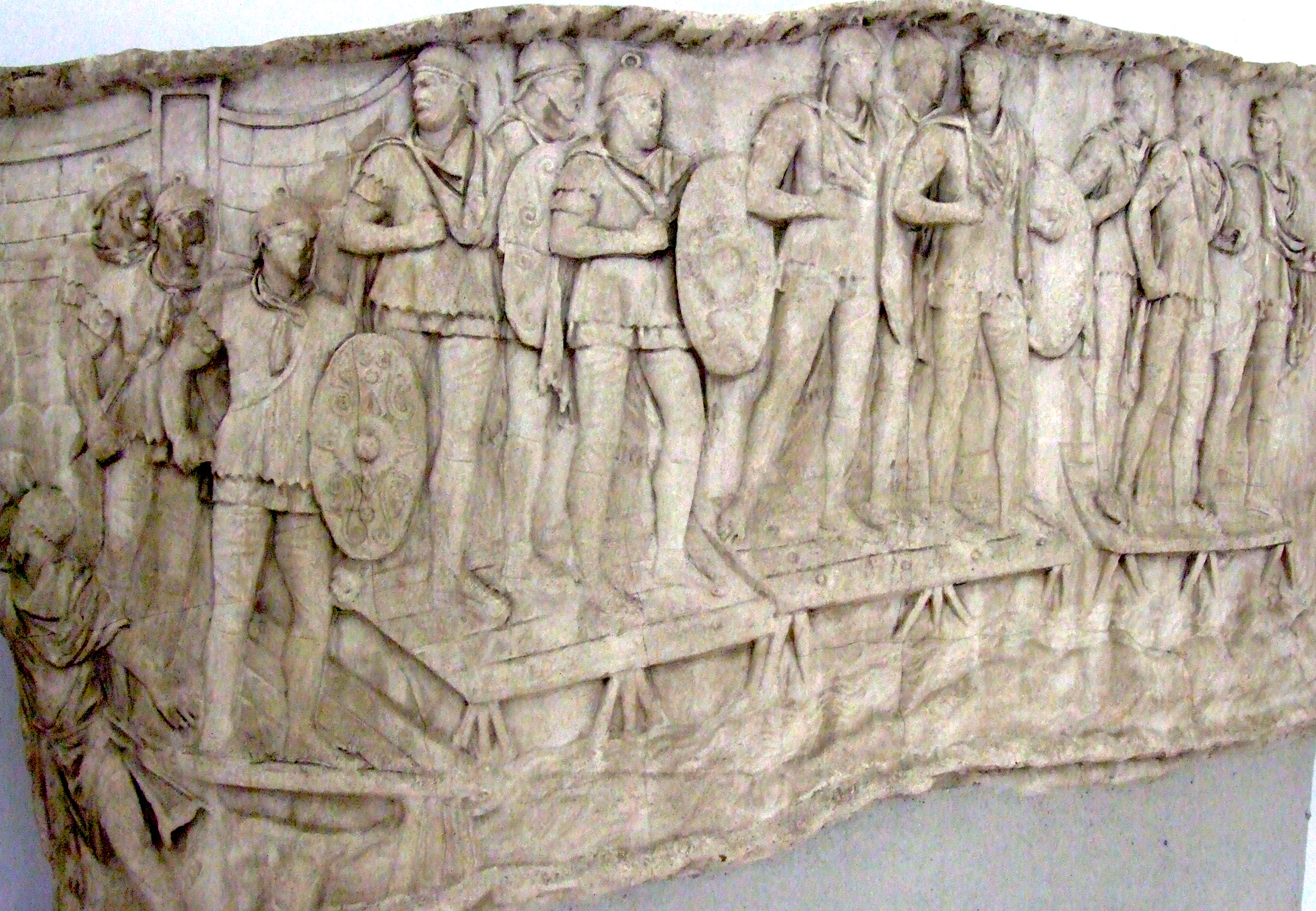
Bộ binh Auxilia đang vượt sông, có lẽ là sông Danube, bằng cầu phao trong Cuộc chiến Chinh phục Dacia của Hoàng đế Trajan (101 - 106 CN). Có thể nhận ra họ từ những tấm khiên oval (clipeus) được trang bị, đối lập với loại khiên chữ nhật scutum của binh lính Chủ lực. Một phần của Tháp Trajan, Roma.

Auxilia (Quân chủng Trợ chiến) là một quân chủng chiến đấu chính quy, thường trực của Quân đội Đế chế La-mã, xuất hiện vào giai đoạn đầu thời kỳ Nguyên thủ (Principate, 30 TCN – 284 CN), bên cạnh quân chủng Chủ lực Legion. Binh lính Auxilia là quân tình nguyện gồm chủ yếu là tầng lớp peregrini tới từ các vùng đất bị chinh phục và sáp nhập vào lãnh thổ Đế chế, và về sau này là công dân La-mã. Quân chủng Auxilia trong suốt quá trình tồn tại kéo dài hơn 300 năm của mình luôn là một phần quan trọng của Quân đội La-mã, có ảnh hưởng rất lớn đến Quân đội La-mã thời kỳ sau.

## LỊCH SỬ PHÁT TRIỂN

### Tiền thân của Auxilia: Cộng hòa La-mã (đến năm 30 TCN)
Xương sống của Quân đội La-mã thời kỳ Cộng hòa là các Quân đoàn Chủ lực Legion kiểu maniple, bao gồm các đơn vị bộ binh hạng nặng được trang bị thích hợp cho cận chiến trên địa hình Bán đảo Ý, trước đó đã từng có vài lần được áp dụng trong cuộc chiến tranh Samnite (năm 343–290 TCN). Mặc dù có chiến lực đáng sợ, các Quân đoàn Chủ lực này vẫn có một loạt các thiếu sót về tỉ lệ giữa các binh chủng, nhất là thiếu kỵ binh. Vào khoảng năm 200 TCN, một Quân đoàn Chủ lực 4,200 bộ binh chỉ có 300 kỵ binh hỗ trợ (chỉ chiếm khoảng 7% tổng quân số). Khi đó, Quân đội La-mã đang áp dụng chế độ binh lính tự túc vũ khí trang bị, và những người đủ khả năng tài chính để sở hữu ngựa – tầng lớp tầng lớp equestria (kỵ sĩ) – quá ít. Thêm vào đó, các Quân đoàn còn thiếu binh chủng đánh xa như cung thủ và phóng thạch thủ.
Vào giai đoạn này, phần lớn kỵ binh của Quân đội La-mã đến từ các đồng minh chính thức của Rome (socii), thường được gọi là các Đồng minh La-tinh. Họ và Rome lập nên Liên minh Quân sự La-mã. Đây chính là thực trạng của Quân đội La-mã cho đến cuộc Chiến tranh Thống nhất Bán đảo Ý (91-88 CN). Các đội quân đồng minh được tổ chức thành các ala (số nhiều: alae) hay các "cánh", vì họ chủ yếu được triển khai bên sườn đội hình chiến đấu của quân La-mã. Mỗi ala được chỉ huy bởi ba praefectus sociorum (số nhiều praefecti sociorum), có quân số tương đương hoặc đông hơn một chút so với các Quân đoàn Chủ lực (khoảng 4,000-5,000 người), nhưng có số lượng kỵ binh phối thuộc đông hơn gấp ba lần: 900 người. Thời kỳ trước Chiến tranh Thống nhất Bán đảo Ý, với 75% kỵ binh đến từ các Đồng minh La-tinh, tổng quân số kỵ binh trong Quân đội La-mã chiếm 12% tổng binh lực (2,400 kỵ binh trong tổng số 20,000 quân) – đông hơn nhiều so với bất cứ đội quân nào trên Bán đảo Ý, nhưng thấp hơn tỷ lệ 21% của thời kỳ Nguyên thủ.
Quân đội La-mã có đủ số lượng kỵ binh cần thiết để đối đầu với các thành bang khác trên Bán đảo Ý, vốn có cùng khó khăn về kỵ binh. Nhưng khi họ phải đương đầu với những đối thủ bên ngoài, mà có thể huy động những đơn vị kỵ binh đông đảo hơn nhiều lần, như người Gaul và người Carthage, sự thiếu thốn kỵ binh trở thành một nhược điểm chí mạng. Đây là lý do dẫn họ đến những thảm bại trong Chiến tranh Punic lần thứ hai (218-202 TCN). Những chiến thắng lớn của tướng Hannibal tại Trebia và Cannae có thể ghi nhận cho lực lượng kỵ binh đông đảo của ông, bao gồm kỵ binh hạng nặng đến từ Gaul và Tây Ban Nha áp đảo kỵ binh La-mã về số lượng, và kỵ binh hạng nhẹ từ Numidia vô cùng nhanh, vô cùng cơ động mà người La-mã thiếu trắng. Chiến thắng quyết định của phía La-mã trong trận Zama (năm 202 TCN) có sự đóng góp rất lớn của kị binh Numidia do vua Massinissa cho mượn. Trong trận này, 2/3 kỵ binh phía La-mã là kị binh Numidia. Kể từ đó, Quân đội La-mã thường xuyên duy trì một lượng lớn kỵ binh đến từ bên ngoài Bán đảo Ý: kỵ binh hạng nhẹ Numidia và sau này là kỵ binh hạng nặng đến từ Gaul. Ví dụ như Julius Caesar phần lớn phải dựa vào kị binh Gaul và Đức để thực hiện cuộc chinh phục xứ Gaul (năm 58–51 TCN).
Khi tầm quan trọng của kỵ binh ngoại quốc tăng lên, kỵ binh La-tinh dần trở nên mờ nhạt và dần biến mất. Sau cuộc Chiến tranh Thống nhất Bán đảo Ý, toàn bộ kỵ binh La-tinh được trao quyền công dân La-mã, các ala đồng minh La-tinh bị giải tán và binh lính được phân vào các Quân đoàn Chủ lực. Khi tầng lớp equestria không còn được tuyển mộ làm kỵ binh nữa, các Quân đoàn Chủ lực mất đi lực lượng kỵ binh vốn đã ít ỏi. Một đội kỵ binh nhỏ 120 người được tái phiên chế cho mỗi Quân đoàn vào vương triều Augustus sau này.
Với kinh nghiệm có được trong cuộc Chiến tranh Punic lần thứ hai, người La-mã đã tăng cường quân số các binh chủng chuyên biệt đến từ bên ngoài Bán đảo Ý. Sử gia La-mã Livy viết rằng vua Hiero II của đảo quốc Syracuse đề nghị cung cấp cho La-mã cung thủ và phóng thạch thủ vào năm 217 TCN. Các đơn vị này được thuê như lính đánh thuê kể từ năm 200 TCN, bao gồm cung thủ từ đảo Crete, và phóng thạch thủ đến từ quần đảo Baleares. Họ thường xuyên phối thuộc với các Quân đội La-mã trong các chiến dịch trên khắp Địa Trung Hải.
Các nguồn cung nhân lực khác trong giai đoạn Cộng hòa thời kỳ sau bao gồm các vùng đất bị sáp nhập, các thành bang đồng minh và các thuộc địa (các quốc gia vệ tinh của Rome). Các đội quân này được chỉ huy bởi người bản xứ, tổ chức phiên chế do tự họ quyết định. Các đơn vị này từ cách ăn mặc đến trang bị vũ khí đều rất tự phát. Họ được thành lập lâm thời cho từng chiến dịch và bị giải tán ngay sau đó, như các ala Đồng minh La-tinh trước đây.

### Thành lập Quân chủng Auxilia dưới triều đại Augustus (năm 30 TCN – 14 CN)
Khi cuộc nội chiến trên Bán đảo Ý kết thúc (năm 31 TCN), không phải toàn bộ các đơn vị đánh thuê đều bị giải tán. Một số đơn vị giàu kinh nghiệm chiến đấu nhất được giữ lại để hỗ trợ các Quân đoàn Chủ lực, và trở thành nền tảng của quân chủng Auxilia thường trực dưới vương triều Julio-Claudian. Đầu triều đại Augustus (từ năm 27 TCN trở đi), các Lữ đoàn Auxilia chính quy được thành lập. Auxilia là hậu duệ của các ala Đồng minh La-tinh dưới thời Cộng hòa La-mã trước Chiến tranh Thống nhất Bán đảo Ý. Tuy nhiên, khác với các ala Đồng minh hay lực lượng đánh thuê nước ngoài, binh lính Auxilia là các quân nhân chuyên nghiệp phục vụ có thời hạn chính thức, trong các đơn vị chính quy, và được tuyển mộ theo nguyên tắc tình nghuyện như binh lính Chủ lực Legion. Mặt khác, họ chủ yếu xuất thân từ tầng lớp hạng hai trong xã hội: peregrini – những người tự do nhưng không có quyền công dân La-mã, ở các vùng đất bị chinh phục và sáp nhập vào bản đồ Đế chế. Tầng lớp này chiếm một phần rất lớn dân số Đế chế trong thế kỷ thứ nhất và thứ hai (90% dân số vào thế kỷ thứ nhất). Ngoài ra, Auxilia còn tiếp nhận cả những người bán khai bên ngoài lãnh thổ Đế chế, những người barbari. Điều này tương phản với Quân chủng Chủ lực vốn chỉ chấp nhận công dân La-mã.
Tổ chức phiên chế của Auxilia tương tự như của Quân chủng Chủ lực, nhưng có binh chủng kỵ binh đông đảo hơn. Hoàng đế Augustus không tổ chức Auxilia thành các đơn vị tương đương Quân đoàn Chủ lực như các ala Đồng minh La-tinh, mà phân ra thành các đơn vị cấp Lữ đoàn vì tính cơ động vượt trội so với các Quân đoàn Chủ lực. Các Lữ đoàn Auxilia được chia thành ba loại: Ala Auxilia (Lữ đoàn Kỵ binh), cohors peditata (Lữ đoàn Bộ binh) và cohors equitata (Lữ đoàn kỵ bộ binh hỗn hợp).
Phiên chế tổ chức của Auxilia thời Augustus không có nhiều tư liệu lưu lại, nhưng đáng tin cậy nhất là thuộc về niên đại thế kỷ thứ hai sau này. Có lẽ đến thời điểm đó, phiên chế đã qua ít nhất một lần thay đổi. Phiên chế của các cohors Auxilia gần giống phiên chế của cohors Bộ binh Chủ lực, ví dụ như do 6 centuria 80 người hợp thành. Các ala được phân thành các đơn vị nhỏ hơn gọi là turma (kỵ đội) 32 kỵ binh. Mỗi turma do một sĩ quan gọi là decurio chỉ huy. Trước đó vào thời Cộng hòa La-mã, mỗi decurio chỉ huy 10 kỵ binh, và ta có thể dịch sang tiếng Việt là "thập kỵ trưởng". Cohors equitata thì đơn giản là một cohors bộ binh có thành phần kỵ binh chính thức trong phiên chế (4 turma).
Mỗi Lữ đoàn được chỉ huy bởi một praefectus, có thể là một quý tộc bản địa được trao quyền công dân La-mã để thực hiện chức trách (như chỉ huy quân sự người Đức Arminius, được trao quyền công dân để làm một praefectus trước khi phản bội Roma), hoặc một công dân La-mã, có thể thuộc tầng lớp equestria hoặc là một centurio cấp cao.
Vào thời kỳ đầu vương triều Augustus, các Lữ đoàn Auxilia ở phía Tây Đế chế được thành lập từ các chiến binh bộ tộc xứ Gauls (đặc biệt là ở các tỉnh Gallia Belgica, về sau gồm cả các tỉnh sẽ phân tách thành Hạ và Thượng Germania) và xứ Illyria (các tỉnh Dalmatia và Illyricum). Năm 19 TCN, các cuộc chiến tại các tỉnh Cantabria và Asturia kết thúc, dẫn đến sự sáp nhập miền Bắc Hispania và vùng Lusitania (thuộc bán đảo Iberia) vào bản đồ Đế chế. Tên tuổi của các Lữ đoàn được thành lập tại đây làm cho chúng không lâu sau đó trở thành nguồn cung nhân lực cho Auxilia. Tiếp đến, các vùng đất dọc theo sông Danube bị sáp nhập: Noricum (năm 16 TCN), Raetia (năm 15 TCN), Pannonia (năm 9 TCN) và Moesia (năm 6 CN). Các tỉnh này cùng với Illyricum trở thành khu vực tuyển mộ quan trọng bậc nhất cho Auxilia trong suốt thời kỳ Principate.
Ở phía Đông, nơi Syria vẫn thường xuyên cung cấp phần lớn cung thủ cho Đế chế, Augustus sáp nhập các tỉnh Galatia và Judaea trên cao nguyên Anatolia vào bản đồ Đế chế.
Ở Bắc Phi: Ai Cập, Cyrene và Numidia (năm 25 CN) đều trở thành các vùng đất thuộc Rome. Xứ Numidia cung cấp cho Quân đội La-mã các đơn vị kỵ binh hạng nhẹ Mauri (equites Maurorum) rất quý giá. Kỵ binh Mauri đã từng chiến đấu bên cạnh Quân đội La-mã trong suốt hai thế kỷ trước đó, giờ được tuyển mộ vào các đơn vị Auxilia chính quy. Thậm chí còn có nhiều đơn vị kỵ binh Mauri được thành lập hơn khi vùng đất cuối cùng của người Mauri bị Hoàng đế Claudius chinh phục năm 44 CN.
Auxilia mở rộng lực lượng trong suốt thời kỳ Augustus, với một số lượng lớn đầu đơn vị liên tiếp được thành lập. Năm 23 CN, sử gia La-mã Tacitus ghi lại rằng tổng binh lực Auxilia hầu như tương đương với tổng binh lực Quân chủng Chủ lực Legion. Vào thời điểm đó Đế chế có 25 Quân đoàn Chủ lực với khoảng 5,000 người mỗi Quân đoàn; Auxilia cũng có đến khoảng 125,000 quân trên tổng số khoảng 250 Lữ đoàn.

### Cuộc khởi nghĩa của người Illyria (năm 6-9 CN)
Xem bài Cuộc khởi nghĩa của người Illyria.
Trong thời kỳ đầu vương triều Julio-Claudian, nhiều Lữ đoàn Auxilia xuất xứ từ các tỉnh biên thùy của Đế chế được đồn trú ngay tại quê hương hoặc vùng lân cận; kể cả trong những thời kỳ nhạy cảm như cuộc chiến ở Cantabria, họ cũng chỉ được triển khai tạm thời trên mặt trận. Điều này dễ dẫn đến tác hại khôn lường. Một khi bộ tộc của họ nổi loạn chống lại Đế chế hoặc tấn công biên giới Đế chế từ bên ngoài, các Lữ đoàn Auxilia dễ dàng bị xúi dục trở giáo chống lại Đế chế. La-mã lúc đó vừa mất đi một phần lực lượng, vừa phải chống lại kẻ thù do chính mình trang bị và đào tạo đầy đủ, lại vừa mất đi ưu thế chiến thuật trước kẻ thù là các bộ tộc bán khai.
Arminius là một ví dụ tiêu biểu ở cấp độ cá nhân. Sau vài năm phục vụ Quân đội La-mã trên cương vị praefectus của một Lữ đoàn Auxilia, ông ta phản bội, dùng chính kinh nghiệm chiến đấu và huấn luyện tích lũy được để chỉ huy một liên quân các bộ tộc Đức chống lại Đế chế; cuối cùng dẫn đến sự tan vỡ của ba Quân đoàn Chủ lực trong khu rừng Teutoberg năm 9 CN, buộc Hoàng đế Augustus phải từ bỏ kế hoạch chiến lược chinh phục các vùng đất xứ Germania kể từ sông Elbe (kế hoạch này không bao giờ được các Hoàng đế kế nhiệm thực hiện tiếp).
Ở cấp độ tập thể, sự nguy hại thậm chí còn vượt xa hơn, như cuộc khổi nghĩa của người Illyria. Lãnh thổ cử các bộ tộc miền trung Illyria hợp thành một phần của vùng chiến lược Illyricum, vào lúc đó kéo dài tới tận Pannonia ở bờ tây sông Danube. Vùng núi Bosnia sản sinh ra những chiến binh kiên cường và có tố chất chiến đấu rất tuyệt vời. Vào lúc bình thường, nơi đây là một khu vực tuyển mộ quan trọng của Auxilia. Nhưng khi mức thuế người La-mã đặt ra cao đến mức bóc lột, sự bất mãn dần gia tăng đến đỉnh điểm. Năm 6 CN, vài Lữ đoàn Auxilia xuất xứ từ Dalmatae – một bộ tộc thiện chiến – được tập trung lại để chuẩn bị gia nhập đội quân của tướng Tiberius (con trai thứ của Hoàng đế Augustus) cho trận chiến với người Đức. Họ bất ngờ nổi loạn ngay tại điểm tập kết và đánh bại một Quân đoàn Chủ lực được điều đến giải tỏa. Ngay sau đó một bộ tộc Illyria khác là Breuci tới tham gia cuộc khởi nghĩa với vài Lữ đoàn Auxilia. Họ tiếp chiến với đội quân La-mã thứ hai tới từ Moesia. Quân khởi nghĩa Illyria tuy thua nhưng gây thương vong nặng nề cho đối phương, và sau đó lại tiếp nhận một lực lượng khổng lồ từ các bộ tộc Illyria khác. Nghĩa quân đánh chiếm tỉnh Salona rồi tràn ngập vùng duyên hải Adriatic, đánh bại thêm một đội quân La-mã nữa và nhấn chìm Bán đảo Ý trong nỗi sợ hãi về một cuộc xâm lược.
Hoàng đế Augustus phải ra lệnh cho tướng Tiberius đình chỉ chiến dịch ở xứ Germania và đưa đội quân chủ lực của ông tới Illyricum. Khi thấy rõ rằng chỉ đội quân của Tiberius là không đủ, Augustus buộc phải ra lệnh thành lập một đội quân thảo phạt thứ hai dưới quyền chỉ huy của Germanicus – cháu họ của Tiberius, áp dụng biện pháp trưng mua bắt buộc và giải phóng hàng chục ngàn nô lệ một lúc để có đủ quân số. Đây là lần đầu tiên kể từ sau trận Cannae hai thế kỷ trước, La-mã phải dùng đến biện pháp này. Quân đội La-mã lúc đó triển khai không dưới 15 Quân đoàn Chủ lực, cùng một quân số tương đương các Lữ đoàn Auxilia. Tổng binh lực lên tới 150,000 quân với ít nhất 50 Lữ đoàn Auxilia, bao gồm cả các cohors gồm toàn công dân La-mã. Đó là những người có địa vị xã hội hoặc lý lịch bị Augustus đánh giá là không đủ tiêu chuẩn để được phân vào các Sư đoàn Chủ lực: công dân La-mã là trộm cắp hoặc phạm tội hoặc nô lệ được trả tự do. Các cohors đặc thù này được mang những cái phiên hiệu có cụm từ "civium Romanorum" ("của công dân La-mã"), viết tắt là c.R.Sau cuộc khởi nghĩa của người Illyria, các cohors này vẫn được giữ lại và chuyển sang chế độ tuyển mộ binh lính bình thường, nhưng vẫn giữ danh hiệu c.R danh giá. Thêm vào đó, lực lượng giẹp loạn chính quy được hỗ trợ bởi một lực lượng nước ngoài đông đảo đến từ vương quốc láng giềng Thrace do ông vua bù nhìn (amicus) Rhoemetalces I cho mượn.
Người La-mã phải đối mặt với một cuộc chiến dai dẳng đẫm máu với kiểu chiến tranh du kích tàn bạo trên vùng núi Bosnia. Họ phải mất ba năm chiến đấu ác liệt để dập tắt được cuộc khởi nghĩa được sử gia La-mã Suetonius cho là ác liệt nhất kể từ sau cuộc Chiến tranh Punic lần thứ hai trước đó hai thế kỷ. Tướng Tiberius dập tắt cuộc khởi nghĩa vào năm 9 CN, vừa đúng thời điểm Arminius tiêu diệt ba Quân đoàn Chủ lực dưới quyền tướng Vaurus tại xứ Germania. Các nhân vật cấp cao của Đế chế tin rằng Arminius có thể đã thiết lập một liên minh lớn với người Illyria.
Mặc cho tính nghiêm trọng của cuộc khổi nghĩa, người Iberia vẫn trở thành xương sống lực lượng của Quân đội La-mã. Vào thế kỷ thứ hai CN, với gần một nửa tổng binh lực đóng tại khu vực biên giới sông Danube, nhân lực của Auxilia cũng như của Quân chủng Chủ lực đều bị chi phối bởi binh lính người Illyria. Vào thế kỷ thứ ba, người Illyria chiếm đa số so với người Ý nắm giữ vị trí chỉ huy cấp cao: praefectus của các Lữ đoàn Auxilia và tribune militum của các Quân đoàn Chủ lực. Cuối cùng, từ năm 268 đến năm 379 CN, các Hoàng đế như Diocletian và Constantinus Đại đế đều là người Illyria bị La-mã hóa từ các tỉnh Dalmatia, Thượng Moesia và Pannonia. Đây đều là những người xuất thân từ tầng lớp quý tộc vũ huân, những quân nhân xuất sắc đã cứu Đế chế khỏi nguy cơ sụp đổ trong Cuộc khủng hoảng Thế kỷ thứ Ba.

### Giai đoạn cuối triều đại Julio-Claudian (năm 14 – 68 CN)
Bước phát triển quan trọng của Quân chủng Auxilia được cho là xảy ra vào triều đại Claudius (năm 41 – 45 CN). Thời hạn quân ngũ ít nhất là 25 năm được áp dụng. Khi một người lính Auxilia xuất ngũ, anh ta cùng toàn bộ con cái sẽ được trao quyền công dân La-mã. Dựa trên một công văn quân sự - một thẻ đồng có khắc tóm tắt về thời gian ở trong quân ngũ của người lính – mà anh ta có thể dùng để chứng minh thân phận công dân La-mã của mình. Hoàng đế Claudius cũng quy định các praefectus chỉ huy các Lữ đoàn Auxilia phải là tầng lớp equestria (kỵ sĩ), như vậy cũng bao gồm cả các centurio kiêm nghiệm chức vụ đó. Việc các sĩ quan chỉ huy Auxilia cùng tầng lớp xã hội với các tribunus militum của Quân Chủ lực cho thấy rõ ràng quân chủng này đã có được danh vọng cao hơn trước. Các quý tộc bản xứ đang tiếp tục chỉ huy một số Lữ đoàn, cũng được trao địa vị equestria để thực hiện chức trách. Mức lương thưởng của quân chủng cũng được tiêu chuẩn hóa vào thời kỳ này.
Trang phục, vũ khí và trang bị khác của Auxilia được thống nhất tiêu chuẩn hóa vào cuối vương triều Julio-Claudian, hầu như tương tự với Quân chủ lực. Năm 68 CN, có một số khác biệt nhỏ giữa Auxilia và Quân Chủ lực về trang bị và huấn luyện, chủ yếu là quân chủng có thành phần kỵ binh tác chiến trong phiên chế, gồm cả kỵ binh hạng nặng và kỵ binh hạng nhẹ, và các binh chủng chuyên môn khác mà Quân chủ lực thiếu hoặc không có.
Hoàng đế Claudius chinh phục ba vùng đất mà sau đó đã trở thành nguồn cung nhân lực quan trọng cho Auxilia: Britania (năm 43 CN), Mauretania (năm 44 CN) và Thracia (năm 46 CN). Vùng Mauretania cũng quan trọng như Illyria vì chúng là nguồn cung cấp nhân lực cho Auxilia đặc biệt về cung thủ và kỵ binh. Xứ Britania giữa thế kỷ thứ hai CN là nơi tập trung đông đảo nhất các Lữ đoàn Auxilia trên từng vùng riêng lẻ: 60 trong tổng số khoảng 400 Lữ đoàn (chiếm 15% tổng số đầu đơn vị). Dưới triều đại Nero (năm 54 – 68 CN), theo một ước tính tổng binh lực quân chủng lên tới xấp xỉ 200,000 quân, bao gồm khoảng 400 Lữ đoàn.

### Cuộc khởi nghĩa của bộ tộc Batavi (năm 69 – 70 CN)
Xem bài Cuộc khởi nghĩa của bộ tộc Batavi.

Biên giới sông Rhine của Đế chế La-mã năm 70 CN, bao gồm cả lãnh thổ của bộ tộc Batavi ở đồng bằng sông Rhine - phần Nội Germania thuộc La-mã. Lãnh thổ của La-mã có màu tối. Quê hương của người Batavi được người La-mã gọi làInsula Batavorum, chính là tỉnh Gelderland hiện tại. Thủ phủ của họ là Noviomagus (Nijmegen) - một địa điểm chiến lược quan trọng tại khu vực không bằng phẳng thì cũng ngập nước này - trở thành nơi đặt một doanh thành của người La-mã (do Quân đoàn X Gemina đồn trú) sau cuộc Khởi nghĩa của bộ tộc Batavi. Tên đất có gốc Celt, nghĩa là "chợ mới", cho thấy bộ tộc Đức Batavi nếu không đuổi đi thì cũng đã chinh phục một bộ tộc Gauls bản địa.

Batavi là một bộ tộc Đức sinh sống tại nơi mà ngày nay là tỉnh Gelderland (Hà Lan), vào thời kỳ đó được gọi là Insula Batavorum (Đảo Batavi) vì được các nhánh sông Rhine bao bọc. Insula Batavorum thuộc vùng Nội Germania. Người Batavi là những chiến binh thiện chiến, giỏi cưỡi ngựa, bơi lội và chèo thuyền. Để đáp lại sự ưu đãi bất bình thường là miễn thuế tributum (thuế đánh trực tiếp vào đất đai, nhân khẩu thường được áp dụng lên tầng lớp peregrini), họ cung cấp một số lượng nhân lực rất lớn cho quân chủng Auxilia dưới vương triều Julio-Claudian: 8 cohors và một ala. Họ cũng cung cấp phần lớn binh sĩ cho đơn vị vệ binh tinh nhuệ bậc nhất của Hoàng đế Augustus: Germanni corpote custodes, phục vụ cho đến tận năm 68 CN. Binh lính người Batavi lên đến khoảng 5,000 người, nghĩa là trong suốt vương triều Julio-Claudian, có thể trên 50% nam giới Batavi đạt độ tuổi nhập ngũ đều ghi danh gia nhập quân chủng Auxilia. Vì vậy, bộ tộc Batavi chỉ chiếm có 0.05% tổng dân số Đế chế (khoảng 70 triệu người năm 23 CN) đã cung cấp 4% tổng binh lực quân chủng (gấp 80 lần tỉ lệ phân chia trung bình). Họ được người La-mã đánh giá là tinh nhệ trong tinh nhuệ của quân chủng Auxilia, thậm chí trong toàn quân. Cả bộ binh và kỵ binh người Batavi đều sở hữu khả năng bơi vượt sông với đầy đủ vũ khí trang bị trên người.
Julius Civilis ("Công dân Julius" – rõ ràng là tên La-tinh tự đặt khi được trao quyền công dân La-mã, không phải là tên bản xứ), là thế tử thế tập của bộ tộc Batavi và là praefectus của một cohors Auxilia người Batavi. Là một sĩ quan kỳ cựu 25 năm phục vụ Đế chế, ông đã tỏ ra xuất sắc tại xứ Britania khi cùng 8 cohors người Batavi đóng một vai trò quan trọng trong cuộc chinh phục miền Nam Britania của Quân đội La-mã và cuộc đàn áp kế tiếp tại đây.
Tuy nhiên, vào năm 69 CN, Civilis, các Lữ đoàn người Batavi và cả bộ tộc Batavi trở nên hoàn toàn chống đối Rome. Sau khi các Lữ đoàn người Batavi rút khỏi Britania trở về Ý năm 66 CN, Civilis và em trai ông (cũng là một praefectus) bị viên thủ hiến Nội Germania bắt giữ vì bị vu khống kích động bạo loạn. Viên tỉnh trưởng ra lệnh xử tử người em, trong khi Civilis vì là công dân La-mã nên có quyền diện kiến Hoàng đế để phân biện, bị đóng cùm áp giải về Rome cho Nero xét xử. Ông được Hoàng đế Galba – vừa lật đổ Nero lên nắm quyền – tha tội, nhưng sau đó đội cận vệ hoàng gia trung thành với Nero bị giải tán. Hành động này dẫn đến sự bất mãn của vài trăm binh lính người Batavi, và đằng sau là cả bộ tộc Batavi coi đó là một sự xỉ nhục nghiêm trọng. Cùng lúc đó, quan hệ giữa 8 cohors Batavi và Quân đoàn XIV Gemina (mà họ phối thuộc kể từ cuộc chinh phục xứ Britania 25 năm trước) trở nên thù địch. Sự thù địch lẫn nhau giữa người Batavi và Đế chế bất ngờ chuyển thành đối kháng trực diện bởi ít nhất hai nguyên nhân trên.
Trong lúc đó, Đế chế La-mã đang trở nên hỗn loạn kể từ cuộc nội chiến đầu tiên sau trận Actium trước đó đúng một thế kỷ. Đây là Năm của Bốn Hoàng đế (năm 69 – 70 CN). Thủ hiến Nội Germania ra lệnh tăng cường binh lực, đã vô tình xúc phạm người Batavi vì cố gắng trưng binh quá định mức cho phép trong hiệp ước với người Batavi. Sự dã man và tham ô cử các Centurio huấn luyện (bao gồm cả việc tấn công tình dục đối với các thiếu niên Batavi) làm cho sự bất mãn vốn đã sâu sắc trở nên sôi trào.
Civilis lúc này dẫn người của ông tạo nên một cuộc khởi nghĩa thực sự. Ban đầu ông tuyên bố ủng hộ Vespasian lên nắm quyền. Vespasian là tổng chỉ huy Quân đội La-mã ở Syria, là người mà Civilis có thể coi là bạn khi cả hai tham gia cuộc chinh phục Britania 25 năm về trước, lúc đó đang chỉ huy Quân đoàn II Augusta. Nhưng cuộc khởi nghĩa sớm trở thành một cố gắng đòi độc lập. Civilis khai thác thời điểm vài Quân đoàn Chủ lực rời khỏi Đồng bằng sông Rhine tham gia nội chiến, số còn ở lại đang lâm vào tình trạng thiếu quân. Thêm vào đó, các chỉ huy La-mã và binh lính của họ bị chia rẽ vì đặt lòng trung thành không thống nhất vào các vị "ứng cử viên Hoàng đế" đang tranh giành lẫn nhau. Civilis nhanh chóng chiếm được sự hậu thuẫn của bộ tộc Cananefate láng diềng ruột thịt, và đến lượt họ thuyết phục thành công bộ tộc Frisii. Ban đầu quân khởi nghĩa chiếm được hai doanh thành (castra) nằm trong lãnh thổ của mình, và được một cohors của bộ tộc Tungri ngả theo. Sau đó, hai Quân đoàn Chủ lực hành quân tới giải tỏa bị Civilis đánh bại khi ala kỵ binh người Batavi phối thuộc trở giáo gia nhập nghĩa quân. Thuyền đội Classis Germanica (một đội tàu nhỏ trên sông Rhine) do phần lớn là người Batavi điều khiển bị Civilis chiếm lấy. Quan trọng hơn cả là 8 cohors người Batavi đóng tại Manz cùng Quân đoàn XIV Gemina nổi loạn gia nhập đội quân của ông, đánh bại một đội quân La-mã tại Bonn được triển khai để chặn đường về quê hương của họ. Cho tới thời điểm đó, Civilis đã có ít nhất 12 Lữ đoàn Auxilia được huấn luyện và trang bị chính quy (khoảng 6,000 quân) cùng với lực lượng được trưng tuyển từ các bộ tộc ủng hộ đông đảo hơn nhiều. Một loạt các đơn vị người Đức và Gaul được đưa đến chống lại ông đã đào ngũ tập thể khi cuộc khởi nghĩa lan ra toàn bộ phần còn lại của vùng Gallia Belgica, bao gồm các bộ tộc Tungri, Liones và Treviri. Civilis đã có đủ khả năng tiêu diệt hai Quân đoàn Chủ lực còn lại ở Nội Germania (Legio V Alaudae và legio XV Primigenia).
Lúc này, toàn bộ phần lãnh thổ của Đế chế tại vùng đồng bằng sông Rhine và thậm chí cả xứ Gaul bị uy hiếp. Cuộc nội chiến kết thúc, Đế chế huy động một đội quân lớn gồm 8 Quân đoàn Chủ lực (năm Quân đoàn được điều động từ Bán đảo Ý, 2 từ Tây Ban Nha và một từ Britania) để đối phó với Civilis. Chỉ huy trưởng của đội quân này là tướng Petillius Cerialis. Quân La-mã phải trải qua hai trận chiến ác liệt tại Trier và Xanten trước khi có thể tràn vào lãnh thổ của người Batavi. Một hội nghị đàm phán hòa bình được tổ chức tại một hòn đảo ở đồng bằng sông Rhine. Chưa tìm thấy tư liệu lịch sử nào về kết quả của cuộc đàm phán, cũng như số phận của Civilis sau đó. Nhưng xét về tình bạn giữa ông và Vespasian, người luôn dành cho ông sự tha thứ, và việc La-mã vẫn còn cần chiến binh người Batavi, xem như đó là các điều kiện để nhân từ kiểu La-mã.
Petilius Cerialis mang một số đơn vị người Batavi đã được tái bổ sung qua xứ Britania và các Lữ đoàn Batavi vẫn tiếp tục phục vụ đế chế, được biệt đãi tại Britania và những nơi khác cho đến tận năm 395 CN. Các đơn vị mang phiên hiệu Batavorum sau này mặc dù đã pha tạp binh lính đến từ khắp nơi trong Đế chế vẫn được coi là tinh nhuệ, được phiên chế vào nhóm đơn vị palatini như ala equite Batavi seniores (kỵ binh) hay cohors auxilium Batavi seniores (bộ binh).

### Vương triều Flavian (năm 69 – 96 CN)

Bia mộ của Titus Flavius Bassus, con trai của Mucala, một lính kị binh dưới vương triều Flavian, Một Dansala, (thành viên của bộ tộc Thracia Dentheletae), thuộc về Ala Noricorum (xuất xứ từ bộ tộc Taurisci ở Noricum). Anh ta hi sinh sau 26 năm phục vụ, ở tuổi 46, không thăng tiến được. Bassus có tên La-mã là Titus Flavius, chứng minh rằng mình đã có quyền công dân La-mã sau khi phục vụ 25 năm trong Quân chủng Auxilia. Tên tự đặt có thể là của vị Hoàng đế đang tại vị lúc được trao quyền công dân. Ở trường hợp này, có thể là tên của một trong 3 vị Hoàng đế vương triều Flavian (năm 69 - 96 CN): Vespasian và hai con trai ông, Titus và Domitian. Tất cả họ đều mang cùng một tên. Bố cục của tấm bia có một kị binh đâm thương vào kẻ thù (motif của anh hùng Thracia, nghĩa là Bassus là người Thracia). Niên đại: cuối thế kỷ thứ nhất. Bảo tàng La-mã - Đức (Römisch-Germanisches Museum), Köln, CHLB Đức,

Cuộc khởi nghĩa của bộ tộc Batavi được xem là nhân tố chủ yếu dẫn đến một thay đổi quan trọng trong chính sách triển khai quân chủng Auxilia của chính quyền La-mã. Nó chứng minh rằng trong những thời điểm nội chiến, khi các Quân đoàn Chủ lực rời xa khỏi nơi đóng quân tham gia cuộc tranh đoạt ngôi vị của các "ứng cử viên", thật nghuy hiểm khi để các vùng đất lại cho các Lữ đoàn Auxilia được thành lập ngay tại bản xứ quản lý. Dưới triều đại Julio-Claudian, các Lữ đoàn Auxilia chỉ thường được (chứ không phai luôn luôn) triển khai xa quê hương của họ. Nhưng đến vương triều Flavian, điều này trở thành quy định bắt buộc. Vì vậy vào năm 70 CN, 5 Lữ đoàn Batavi được tái bổ sung (một ala và 4 cohors) bị điều sang Britania dưới quyền của tướng Pelitius Cerialis – người đã chỉ huy quân La-mã dập tắt cuộc khởi nghĩa của Civilis rồi thâu tóm luôn chức vụ tỉnh trưởng Đảo Rhine. Phần lớn các Lữ đoàn được thành lập trong thế kỷ thứ nhất đều phải đồn trú xa quê hương trong thế kỷ thứ hai, ví dụ 13 Lữ đoàn Britania trong sử sách không một Lữ đoàn nào được đồn trú tại Britania. Hơn nữa, dưới triều đại Flavian có lẽ không một quý tộc địa phương nào còn được trao quyền chỉ huy các đơn vị Auxilia đồng hương nữa.
Sau một thời gian đồn trú nơi đất khách quê người, một Lữ đoàn có thể bị đồng hóa khi phần lớn tân binh đến từ chính địa phương họ đồn trú, hoặc ở các vùng lân cận. Các Lữ đoàn Britania vào khoảng năm 150 CN, sau gần một thế kỷ xa quê hương đã có một phần rất lớn quân số là người Illyria, Thracia và Dacia. Tyu nhiên, có bằng chứng cho thấy một vài Lữ đoàn ít nhất vẫn cố gắng tiếp tục lôi kéo một ít binh lính đồng hương vào phiên chế trong suốt thế kỷ thứ hai, ví dụ như các Lữ đoàn Batavi đóng tại xứ Britania.
Vương triều Flavian cũng chứng kiến sự ra đời của các Lữ đoàn có quân số gấp đôi đầu tiên, cả kỵ binh và bộ binh, với quân số trên danh nghĩa là 1,000 quân (cohors/ala milliaria) nhưng quân số thực thấp hơn nhiều (720 quân đối với một ala milliaria và 800 quân đối với một cohors milliaria). Đây chính là các phiên bản Auxilia của cohors thứ Nhất trong phiên chế Quân đoàn Chủ lực cũng ra đời cùng thời điểm đó. Các đơn vị này chiếm một phần nhỏ trong tổng binh lực Auxilia: 13% số đầu đơn vị, 20% tổng quân lực vào giữa thế kỷ thứ hai.

### Thời kỳ Nguyên thủ giai đoạn sau (năm 97 – 284 CN)
Năm 106 CN, Hoàng đế Trajan đánh bại vương quốc Dacia dưới triều vua Decebalus, sáp nhập nó vào bản đồ Đế chế và đổi tên thành tỉnh Dacia Trajana. Đến giữa thế kỷ thứ hai, có 44 Lữ đoàn Auxilia đồn trú tại đây, chiếm khoảng 10% tổng binh lực quân chủng. Ở Britania là 60 Lữ đoàn. Cả hai vùng này cộng lại chiếm 1/4 số đầu đơn vị của quân chủng.
Có sự không nhất quán về số liệu chính xác của Quân chủng Auxilia trong giai đoạn trị vì của người kế nhiệm Hoàng đế Trajan: Hoàng đế Hadrian (nắm quyền từ năm 117 – 138 CN) giữa hai nghiên cứu của các học giả J.Spauld (2000) và P.A.Holder (2003):
| Tác giả             | Số ala | Số cohors | Tổng số Lữ đoàn | Tổng quân số kỵ binh | Tổng quân số bộ binh | Tổng binh lực |
| ------------------- | ------ | --------- | --------------- | -------------------- | -------------------- | ------------- |
| J. Spaul (2000)     | 80     | 247       | 327             | 56,160               | 124,640              | 180,800       |
| P. A. Holder (2003) | 88     | 279       | 367             | 74,624               | 143,200              | 217,624       |

Số liệu về người không bao gồm sĩ quan chỉ huy, mà có thể lên đến khoảng 3,500 người.
Học giả Holder tin rằng còn có thêm 14 cohors nữa được thành lập ngay trước khi Hadrian lên nắm quyền chứ không phải là trong hoặc sau đó, vẫn tồn tại dưới thời Hadrian, nâng tổng số đầu đơn vị lên 381 và tổng binh lực quân chủng lên tới 225,000 quân. Có hai nguyên nhân dẫn đến sự thiếu nhất quán giữa tai học giả:
Do dịch thuật: Về các đơn vị trùng phiên hiệu nhưng đóng quân ở những địa điểm khác nhau trong cùng một thời điểm. Học giả Spauld có khuynh hướng cẩn thận hơn khi tiếp cận và phân tích các tư liệu, và khẳng định rằng đó chỉ là các trường hợp cùng một đơn vị nhưng di chuyển bản doanh liên tục. Trong khi đó học giả Holder có khuynh hướng xem chúng như các đơn vị riêng lẻ bị đặt trùng phiên hiệu hai hoặc ba lần.
Do giả định: Về việc có ao nhiêu cohors là kỵ bộ binh hỗn hợp (equitata). Học giả Spauld chỉ chấp nhận các cohors được huấn luyện đặc thù là equitata: khoảng 40% đầu đơn vị được ghi lại trong lịch sử. Học giả Holder ước tính có ít nhất 70% số cohors có thành phần kỵ binh trong phiên chế vào đầu thế kỷ thứ hai.
Thậm chí theo một ước tính trung hòa nhất, Quân chủng Auxilia vào thời điểm đó đông hơn đáng kể so với Quân chủng Chủ lực (lúc đó đang duy trì 28 Quân đoàn, mỗi Quân đoàn 5,500 quân, vị chi là 155,000 quân với chỉ 3,360 kỵ binh).
Trong nửa cuối thế kỷ thứ hai, quân đội La-mã đã trải qua thêm một lần mở rộng phiên chế lớn, với 5 Quân đoàn Chủ lực mới được thành lập (27,500 quân) nâng tổng số đầu Quân đoàn lên 33. Một số lượng tương đương binh lính Auxilia (50 – 60 Lũ đoàn) cũng được chiêu mộ, có lẽ đã nâng tổng số đầu đơn vị của quân chủng lên khoảng 440 với trên 250,000 quân khi kết thúc triều đại Septimius Severus (năm 211 CN).
Sự gia tăng binh lực của quân chủng Auxilia được tổng kết trong bảng dưới đây:
| Quân chủng         | Tiberius 24 CN | Hadrian ~ 130 CN | S. Severus 211 CN | Khủng hoảng tk.3 ~ 270 CN | Diocletian 284–305 CN |
| ------------------ | -------------- | ---------------- | ----------------- | ------------------------- | --------------------- |
| QUÂN CHỦNG CHỦ LỰC | 125,000        | 155,000          | 182,000           |                           |                       |
| QUÂN CHỦNG AUXILIA | 125,000        | 218,000          | 250,000           |                           |                       |
| VỆ BINH PRAETORIAN | ~~5,000        | ~10,000          | ~10,000           |                           |                       |
| TỔNG BINH LỰC      | 255,000        | 383,000          | 442,000           | 290,000?                  | 390,000               |

Các số liệu trên dựa vào quân số lý thuyết (không phải thực tế) của các đơn vị, và bao gồm cả Hải quân La-mã và lực lượng foederati người bán khai.
Trong thế kỷ thứ hai, một số kiểu loại đơn vị mới xuất hiện: numerus (số nhiều: numeri, "nhóm") và vexillatio ("bộ phận được tách ra, phân đội"), được ghi lại trong nhiều tài liệu. Chưa rõ phiên chế của các đơn vị này như thế nào, nhưng có lẽ quy mô nhỏ hơn các cohors và ala chính quy vì khởi đầu của họ là một phần tách ra từ các đơn vị đó, trở thành các đơn vị độc lập sau một thời gian dài hoạt động bên ngoài. Do các kiểu loại đơn vị này được nhắc đến trong các công văn, đây có thể là một phân cấp chính thức trong phiên chế của Quân chủng Auxilia. Numerus cũng là một thuật ngữ chung để chỉ các đơn vị người bán khai bên ngoài quân chủng Auxiliary chính quy.
Năm 212, sắc lệnh Antonine (constitutio Antoniniana) được Hoàng đế Caracalla ban hành, trao quyền công dân La-mã cho toàn bộ những người tự do trong Đế chế - tầng lớp peregrini – tức là phá bỏ khác biệt giai cấp giữa họ và tầng lớp công dân La-mã. Tuy nhiên không thấy có bằng chứng cho thấy luật độc tuyển công dân La-Mã của Quân Chủ lực cũng bị phá bỏ lúc đó. Các Quân đoàn chỉ đơn giản là có nhiều công dân hơn để chiêu mộ. Quân chủng Auxilia lúc này chủ yếu là chiêu mộ công dân La-mã, nhưng có thể vẫn tiếp tục chiêu mộ những người bán khai (barbarus, số nhiều barbari) bên ngoài biên giới Đế chế không có quyền công dân. Tuy nhiên luật độc tuyển công dân La-mã có vẻ bị bỏ qua vài lần trong thế kỷ thues ba, đến thế kỷ thứ tư thì người La-mã và người bán khai cùng phục vụ trong tất cả các đơn vị.
Từ giữa đến cuối thế kỷ thứ ba, La-mã lâm vào tình trạng khốn đốn bởi các thảm họa quân sự và dịch bệnh, được biết đến với cái tên Cuộc Khủng hoảng Thế kỷ thứ Ba. Giai đoạn 251 – 271 CN, xứ Gauls, vùng núi Alps, Bán đảo Ý, vùng Balkans và phía Đông Đế chế cùng một lúc bị người Alemanni, người Samartia, người Goths và Đế chế Ba-tư tràn vào liên tục. Cùng lúc đó, Quân đội La-mã đang phải vật lộn với ảnh hưởng của một đại dịch đậu mùa kinh hoàng: Đại dịch Cyprian bắt đầu vào năm 251 CN và vẫn còn hoành hành tới tận năm 270 CN, khi nó cướp đi mạng sống của Hoàng đế Claudius II Gothicus. Đại dịch này nối tiếp một đại dịch trước đó không lâu: Đại dịch Antonine (sởi) cướp đi 15 – 30% tổng dân số Đế chế. Quân đội La-mã bị thiệt hại nặng nề, đứng đầu danh sách thảm họa do mức độ tập trung cao giữa các cá nhân và những cuộc hành quân thường xuyên qua khắp các vùng trong Đế chế. Điều này dẫn đến sự tuột dốc đáng sợ về binh lực trong toàn quân, chỉ được phục hồi lại vào cuối thế kỷ dưới triều đại Diocletian (năm 284 – 305 CN).
Thiếu hụt quân số và trai tráng trong Đế chế vì cuộc khủng hoảng buộc quân chủng Auxilia phải tuyển mộ những người bán khai trên một quy mô lớn hơn nhiều lần so với trước đó. Vào đầu thế kỷ thứ tư, theo một ước tính có đến 40% binh lính chính quy là người bán khai. Trong lực lượng palatini tinh nhuệ tỉ lệ này là 3/5. Tỉ lệ người nước ngoài trong quân chủng Auxilia lúc này cao hơn rẩt nhiều so với thế kỷ thứ nhất và thứ hai. Lần đầu tiên trong lịch sử quân chủng, một số nhỏ các đơn vị chính quy mang những cái phiên hiệu có tên của các bộ tộc bán khai bên ngoài lãnh thổ Đế chế, như ala Sarmatarum đồn trú tại xứ Britania. Có khả năng ala này là một nhánh của 5,500 kỵ binh Samartia đầu hàng được điều tới Trường thành Hadrian dưới triều đại Marcus Aurelius khoảng năm 175 CN. Lữ đoàn này có lẽ là ví dụ sớm nhất cho một quá trình mới mà từ đó các đơn vị không chính quy người barbari (foederati) được chuyển đổi phiên chế thành các Lữ đoàn Auxilia chính quy. Quá trình này trở nên mạnh mẽ vào thế kỷ thứ tư. Văn bản Notitia Dignitatum – một cuốn cẩm nang độc nhất vô nhị về Quân đội của Pháp viện La-mã – liệt kê một số lượng lớn các đơn vị Auxilia chính quy mang những cái tên có nguồn gốc barbari.

### Thế kỷ thứ tư
Vào thế kỷ thứ tư, Quân đội La-mã trải qua một cuộc tái cơ cấu triệt để. Dưới triều đại Diocletian (năm 284 – 305 CN), đội hình truyền thống thời kỳ Nguyên thủ của các Quân đoàn Chủ lực, các ala và cohors Auxilia bị phân ra thành các đơn vị nhỏ hơn, phần nhiều trong số đó mang những phiên hiệu mới. Rất có thể dưới triều đại Constantine I, binh lính đã được chia ra thành ba hạng dựa trên vai trò chiến lược và một số yêu cầu về khả năng chiến đấu:
- Palatini: Các đơn vị tinh nhuệ thường được phiên chế vào lực lượng comitatus praesentales hay vệ binh hoàng gia, có nguồn gốc từ 9 cohors Praetoria đầy tai tiếng đã bị giải tán trước đó.[105][106]
- Comitatenses: Quân cơ động cấp chiến dịch đóng tại các tỉnh biên giới Đế chế có nhiệm vụ đánh chặn các cuộc tấn công lớn từ bên ngoài lãnh thổ vào.[107]
- Limitanei: Quân biên phòng bao gồm những quân nhân có khả năng chiến đấu hạng ba, đảm nhận nhiệm vụ tuần tra bảo vệ trị an biên giới, bảo vệ Roma từ xa.[108]

Các Lữ đoàn Auxilia thời kỳ trước trở thành cơ sở cho cả ba hạng quân. Văn bản Notitia Dignitatum liệt kê khoảng 70 ala và cohors còn giữ nguyên phiên hiệu đã có từ thế kỷ thứ hai đều là limitanei. Dấu tích của các Lữ đoàn Auxilia còn có thể tìm thấy trong các đội quân comitatus praesentales và comitatenses, ví dụ nhiều Lữ đoàn bộ binh auxilia palatina kiểu mới, được cho là nằm trong số các đơn vị tinh nhuệ nhất toàn quân, được thành lập từ các cohors Auxilia thời kỳ trước, có phiên chế cực kỳ giống đơn vị tiền thân.
Sử gia quân sự Vegetius đã ca thán rằng thanh niên thời đó thà gia nhập "auxilia" thay vì phải vào "legio" để tránh về sau phải huấn luyện và lao động gian khổ hơn. Nhưng ở đây không có sự rõ ràng về loại đơn vị nào được đề cập đến. Rất có thể các thuật ngữ lỗi thời vẫn còn được sử dụng một cách tượng trưng để chỉ limitanei và comitatenses như một cách hoài niệm. Dù sao đi nữa thì lời ca thán trên không thể mô tả chính xác quân chủng Auxilia thời kỳ Nguyên thủ. Nhiều Lữ đoàn trong số đó được coi là các đơn vị rất tinh nhuệ.

## PHÂN Loại ĐƠN VỊ VÀ TỔ CHỨC PHIÊN CHẾ

### Các đơn vị chính quy
Bảng thống kê bên dưới liệt kê quân số trên lý thuyết được áp dụng vào thế kỷ thứ hai. Quân số thực của mỗi đơn vị riêng lẻ có thể thường xuyên ít hơn do nhiều lý do.
| Loại Lữ đoàn                | Binh chủng         | Chỉ huy Lữ đoàn    | Chỉ huy đơn vị hợp thành   | Số lượng đơn vị hợp thành | Quân số đơn vị hợp thành | Quân số Lữ đoàn       |
| --------------------------- | ------------------ | ------------------ | -------------------------- | ------------------------- | ------------------------ | --------------------- |
| Ala quingenaria             | kị binh            | praefectus         | decurio                    | 16 turma                  | 30 (32)                  | 480 (512)             |
| Ala milliaria               | kị binh            | praefectus         | decurio                    | 24 turma                  | 30 (32)                  | 720 (768)             |
| Cohors quingenaria          | bộ binh            | praefectus*        | centurio                   | 6 centuria                | 80                       | 480                   |
| Cohors milliaria            | bộ binh            | tribunus militum** | centurio                   | 10 centuria               | 80                       | 800                   |
| Cohors equitata quingenaria | kị bộ binh hỗn hợp | praefectus         | centurio (BB) decurio (KB) | 6 centuria 4 turma        | 80 30.                   | 600 (480 BB/120 KB)   |
| Cohors equitata milliaria   | bộ binh hỗn hợp    | tribunus militum** | centurio (BB) decurio (KB) | 10 centuria 8 turma       | 80 30                    | 1,040 (800 BB/240 KB) |

* Tribunus militum chỉ huy các cohors mang danh hiệu "civium Romanorum".
** Praefectus trong các cohors milliaria Batavi và Tungri.
Có các quan điểm khác nhau về quân số một turma của ala, giữa 30 và 32 người. 30 là quân số của một turma thời Cộng hòa La-mã và trong cohors equitata của quân chủng Auxilia thời kỳ Nguyên thủ. Đối lập với quan điểm đó là quan điểm của sử gia La-mã gốc Hy Lạp Arrian cho rằng một ala có quân số 32 người, như vậy nghĩa là một turma phải có 32 người.

#### Cohors peditata

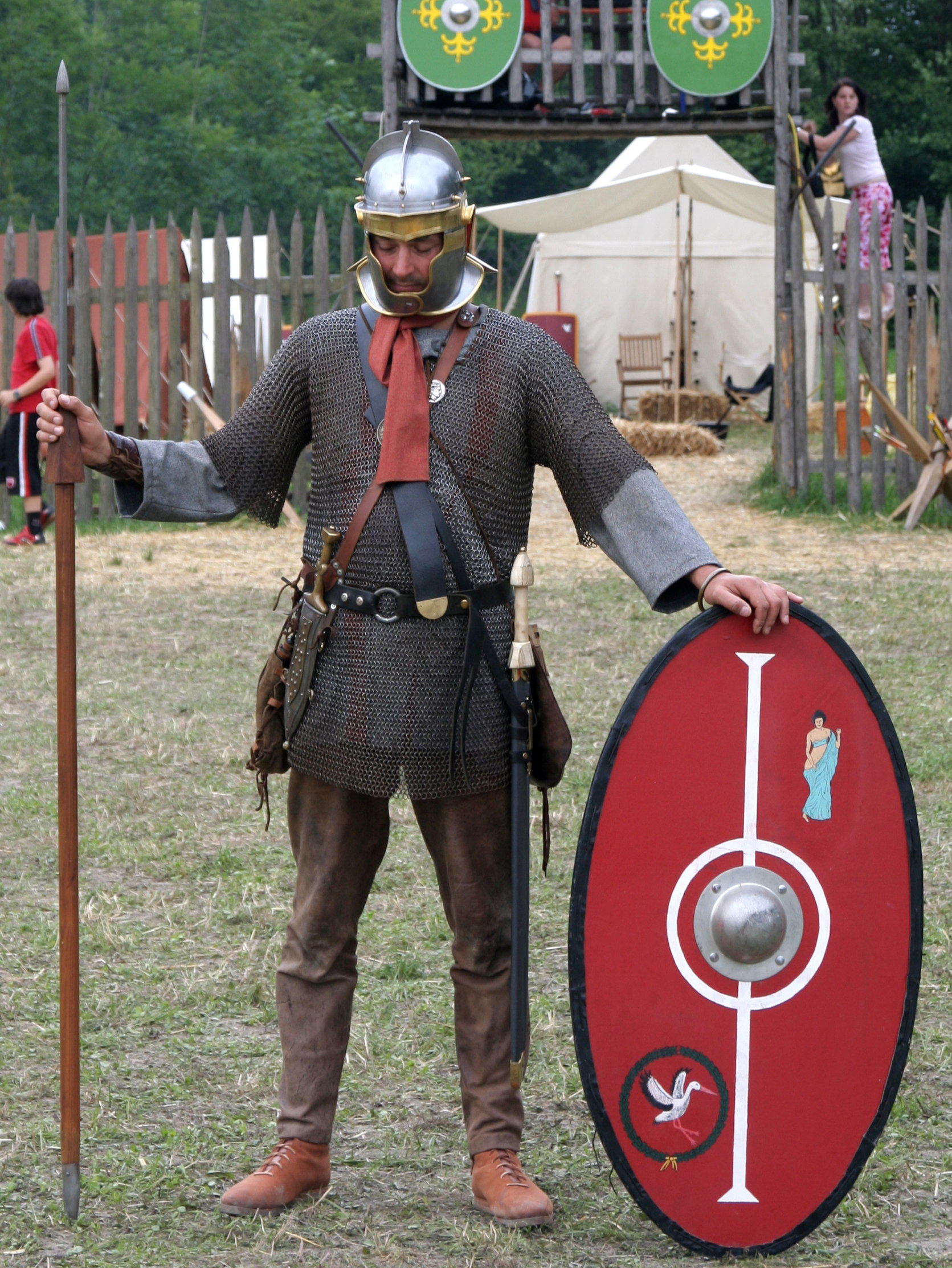
Một người lính bộ binh Auxilia trong quân phục đặc trưng của binh lính đóng ở phương Bắc Đế chế, năm 175 CN. Anh ta mặc quần da (Braccae) và áo chùng có tay áo dài để chống lạnh. Vũ khí trang bị chưa được chính xác vì tay phải người phục dựng cầm một cây lao pilum, là trang bị của Bộ binh Chủ lực.

Đây là đơn vị bộ binh với phiên chế của một cohors Chủ lực, với cùng một tổ chức chỉ huy và phiên chế hợp thành. Có một quan niệm rất sai lầm cho rằng các cohors Auxilia chỉ là các đơn vị bộ binh nhẹ. Giáp trụ của họ thực tế rất giống với Bộ binh Chủ lực, bao gồm mũ kim loại (cassis) và áo giáp kim loại (áo giáp xích – lorica hamata hoặc áo giáp vảy – lorica squamata). Mặc dù không có tư liệu lịch sử cho thấy binh lính Auxilia được trang bị áo giáp tấm xếp (lorica segmentata) – loại áo giáp phức tạp đắt tiền được chỉ định trang bị cho binh lính Bộ binh Chủ lực. Nhưng binh lính Bộ binh Chủ lực cũng dùng rất phổ biến giáp xích và giáp vảy.Bản mẫu:Hcref Thêm vào đó, có thể thấy binh lính Auxilia mang khiên pẳng hình oval (clipeus) thay cho loại khiên hình chữ nhật cong theo chiều ngang (scutum) của Quân chủng Chủ lực. Về vũ khí, một lính bộ binh Auxilia được trang bị cùng một kiểu với binh lính Bộ binh Chủ lực: lao (nhưng không phải loại lao pilum kiểu cách được trang bị cho lính Chủ lực), một cây đoản kiếm (gladius, hoặc một cây trường kiếm spatha) và một cây dao găm (pugio), ngoài ra có thể còn có một cây thương ngắn (hasta). Có thể thấy tổng trọng lượng trang bị của người lính bộ binh Auxilia cũng tương đương của một người lính Bộ binh Chủ lực, nghĩa là một cohors bộ binh Auxilia cũng có thể được coi là bộ binh hạng nặng bên cạnh Bộ binh Chủ lực.
Không có bằng chứng lịch sử chứng tỏ bộ binh Auxilia có kỷ luật chiến đấu lỏng lẻo hơn Bộ binh Chủ lực. Trong đội hình chiến đấu, bộ binh Auxilia thường được triển khai hai bên sườn, với Bộ binh Chủ lực trấn giữ trung quân. Ví dụ trong trận Walting Street (năm 60 CN) – trận thua cuối cùng của quân khởi nghĩa Britania dưới sự chỉ huy của nữ vương Boudicca. Theo truyền thống đã có từ thời Cộng hòa La-mã, các cohors Auxilia được triển khai ở cùng một vị trí với các ala đồng minh La-tinh trước đây. Các bên sườn đội hình cũng yêu cầu khả năng chiến đấu tương đương, nếu không nói là cao hơn để có thể giữ vững so với trung quân.

#### Ala

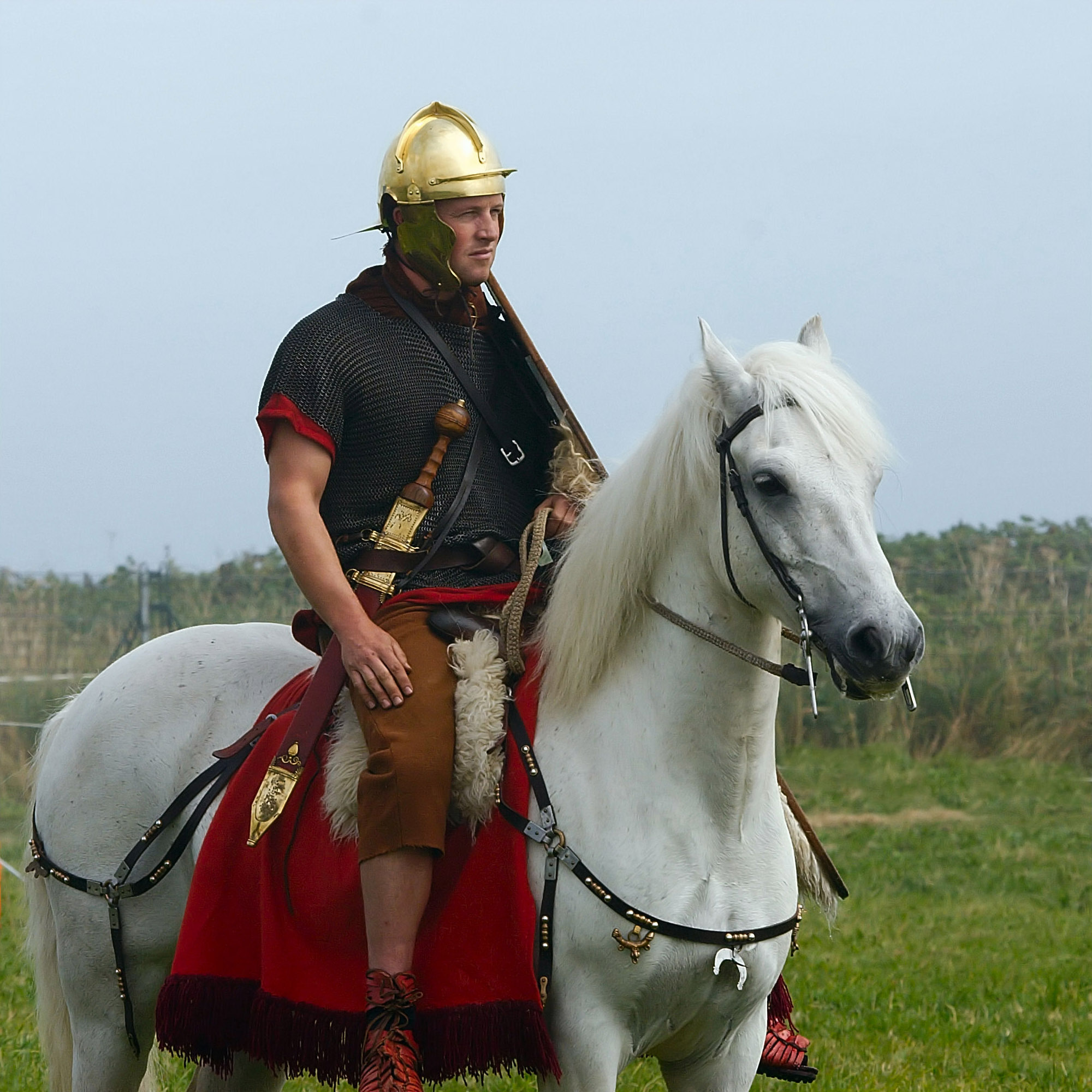
Một kị binh ala Auxilia (eques alaris hay alarius) với trường kiếm spatha, thương ngắn hasta và khiên clipeus (bị che khuất, ở phía sau vai trái). Bao gồm cả loại yên 4 mấu sella của La-mã cổ đại, được thiết kế để tạo chỗ bám chắc chắn cho thân dưới khi chưa có bàn đạp yên ngựa (phải đến thế kỷ thứ sáu mới xuất hiện.

Xem Ala Auxilia.
Xem Ala đồng mimh La-tinh, một loại đơn vị trợ chiến của Quân đội La-mã thời kỳ Cộng hòa cũng được gọi là ala.
Các ala là lực lượng kỵ binh tinh nhuệ của Quân đội La-mã. Họ được huấn luyện đặc biệt để thực hiện các chiến thuật cơ động phức tạp. Đây là quân bài tốt nhất cho các chiến dịch quy mô lớn, khi làm lực lượng kỵ binh chủ lực cho các Quân đoàn Chủ lực gần như không có kỵ binh riêng. Kỵ binh được trang bị giáp xích hoặc giáp vảy, mũ kim loại phiên bản của kỵ binh với nhiều chi tiết bảo vệ hơn, và khên phẳng hình oval. Vũ khí của mỗi kỵ sĩ (alaris) bao gồm một cây thương hasta, một cây trường kiếm spatha dài hơn so với kiếm của bộ binh để tăng tầm sát thương, và một cây dao găm lưỡi dài. Mức độ tinh nhuệ của các alaris được thể hiện bằng mức lương cao hơn các đồng đội cohors Auxilia khác, thậm chí còn cao hơn 20% so với binh lính Bộ binh Chủ lực.

#### Cohors equitata
Xem Cohors equitata
Có các cohors với thành phần kỵ binh trong phiên chế chính thức. Có các tài liệu lịch sử cho thấy số lượng cohors loại này tăng dần theo diễn tiến của lịch sử. Dưới triều đại Augustus chỉ có 40% số cohors được ghi lại trong lịch sử là kị bộ binh hỗn hợp. Cho đến thế kỷ thứ hai, nhiều cohors Auxilia đồn trú tại Syria mặc dù không chính thức là equitata vẫn có thành phần kị binh thong phiên chế thực tế. Có thể trong giai đoạn này, ít nhất 70% số đầu cohors thực tế là kỵ bộ binh hỗn hợp. Việc thêm thành phần kỵ binh vào phiên chế làm khả năng hoạt động độc lập của cohors tăng lên nhiều lần. một cohors equitata có tác dụng như một đội quân nhỏ hoàn chỉnh.
Quan niệm truyền thống về equites cohortales (thành phần kỵ binh hợp thành trong các cohors equitata), theo G.L.Cheesman chỉ là bộ binh đơn thuần cưỡi loại ngựa tồi. Họ dùng ngựa chỉ đơn giản để nhanh chóng tiếp cận khu vực có chiến sự rồi xuống ngựa chiến đấu theo kiểu bộ binh truyền thống. Quan niệm này ngày nay bị hoài nghi. Mặc dù rõ ràng là khả năng chiến đấu của equites cohortales không bằng equites alares (kỵ binh của ala) nên được trả lương ít hơn, nhưng họ vẫn là kỵ binh thực thụ chiến đấu theo chiến thuật tiêu chuẩn của kỵ binh, và thường ở bên cạnh kỵ binh ala. Trang bị của hai bên không có khác biệt.
Ngoài ra, có sự khác biệt đáng kể về vai trò không chiến đấu giữa equites cohortales và equites alares, ví dụ như nhiệm vụ chuyển đạt công văn mệnh lệnh, v.v... chủ yếu được equites cohortales đảm nhiệm.

#### Quan hệ với Quân chủng Chủ lực

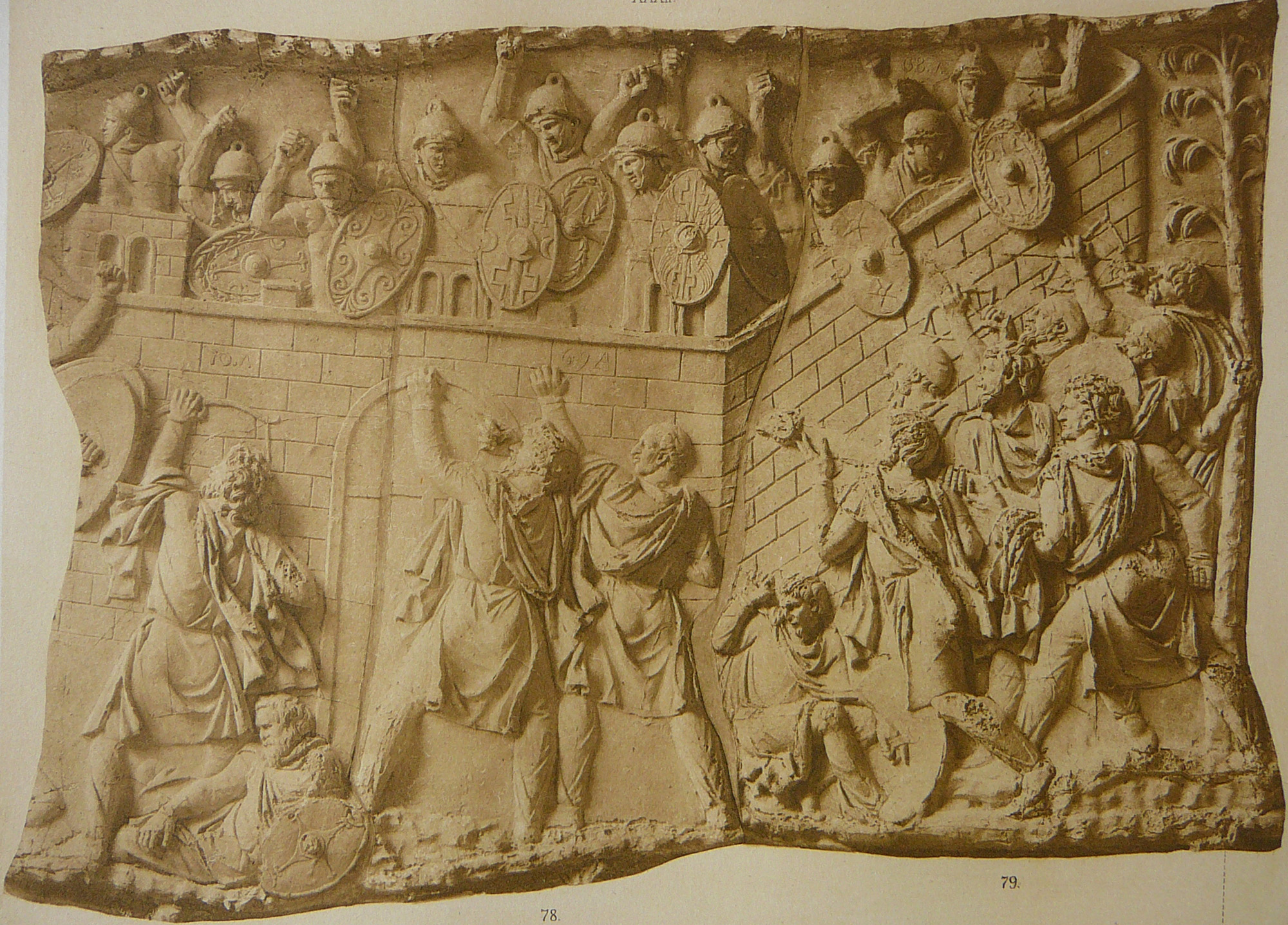
Binh lính Auxilia đang phòng thủ trước quân Dacia trong Cuộc chiến tranh Chinh phục Dacia. Một phần của Tháp Trajan, niên đại thế kỷ thứ hai.

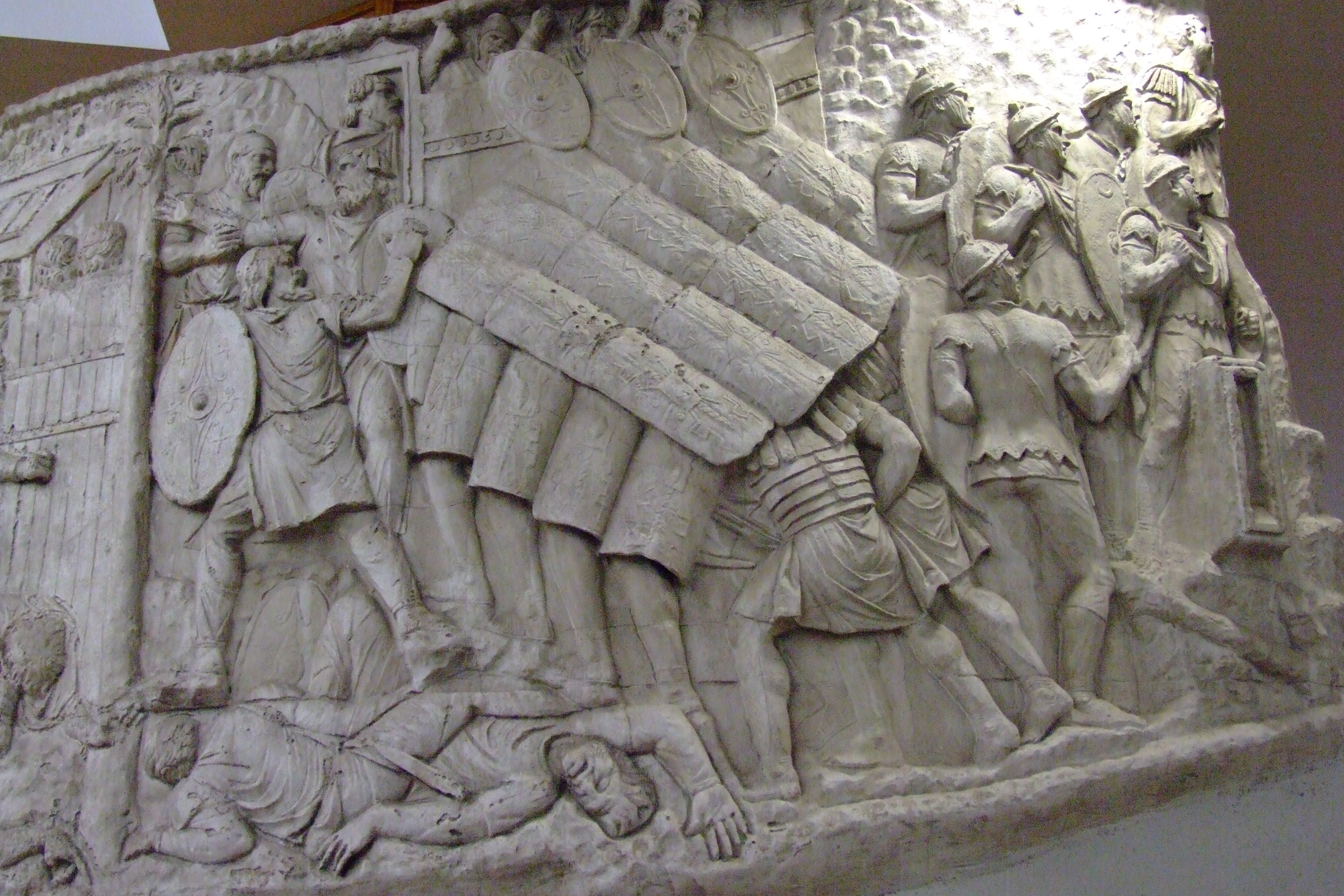
Binh lính Bộ binh Chủ lực (trung tâm) và Bộ binh Auxilia (bên phải) đang phối hợp công kích một tòa thành Dacia. Bộ binh Chủ lực đang tiến lên theo đội hình testudo trong khi Bộ binh Auxilia đánh vào cổng bên. Một phần của Tháp Trajan.

Vai trò và vị trí của Quân chủng Auxilia so với Bộ binh Chủ lực luôn bị hiểu lầm. Một quan điểm phổ biến cho rằng binh lính Bộ binh Chủ lực cao cấp hơn binh lính Auxilia về khả năng chiến đấu. Bằng chứng để bảo vệ quan điểm này là binh lính Bộ binh Chủ lực được trả lương cao hơn. Một số học giả cho rằng lương của lính Auxilia chỉ bằng 1/3 so với lính Chủ lực. Những nhà nghiên cứu hiện nay kết luận rằng sự chênh lệch nhỏ hơn rất nhiều (chỉ 20%), và trong mọi trường hợp chỉ áp dụng cho bộ binh. Các kỵ binh cohors được trả lương tương đương với Bộ binh Chủ lực và kỵ binh ala cao hơn 20%. Chế độ lương thưởng đầy ưu đãi của Quân chủng Chủ lực phần lớn dựa trên vị thế xã hội là công dân La-mã hơn là khả năng chiến đấu. Sử gia Tacitus cho rằng cuộc xung đột giữa binh lính Auxilia Batavi và binh lính Bộ binh Chủ lực trong cuộc khởi nghĩa của người Batavi (năm 69 – 70 CN) cho thấy không có khác biệt lớn nào về chiến lực giữa hai bên.
Một vài Lữ đoàn Auxilia thường được phối thuộc với một Quân đoàn Chủ lực trong mỗi chiến dịch, nhưng không phải luôn luôn như vậy. Praefectus của mỗi Lữ đoàn chỉ dưới quyền của legatus legionis. Thời gian phối thuộc có thể lâu, như 8 Lữ đoàn Batavi phối thuộc với Quân đoàn XIV Gemina trong suốt 26 năm kể từ cuộc chinh phục Britania năm 43 CN tới cuộc nội chiến năm 69 CN. Nhưng một Quân đoàn Chủ lực không bao giờ có thành phần Auxilia chính thức trong phiên chế. Các Lữ đoàn Auxilia phối thuộc luôn được thay đổi, bao gồm cả tăng giảm số lượng dựa trên yêu cầu nhiệm vụ, chỉ thị của thủ hiến địa phương Quân đoàn đang đồn trú lúc đó (legatus Augustus pro praetor) hoặc của Hoàng đế ở Roma.
Việc các Lữ đoàn Auxilia được phối thuộc vào các Quân đoàn không có nghĩa là họ không có khả năng hoặc không được phép hoạt động độc lập. Các Lữ đoàn Auxilia được phiên chế như các đội hình độc lập. Xét về việc thiếu kỵ binh và cung thủ trầm trọng, chính các Quân đoàn Chủ lực mới không có nhiều khả năng hoạt động độc lập. Các ví dụ cụ thể về việc Quân chủng Auxilia thực hiện các chiến dịch lớn một mình là chiến dịch chống lại bộ tộc Iceni ở Britania dưới sự chỉ huy của tỉnh trưởng Ostorius Scapula năm 47 CN và cuộc giải cứu nữ vương của Brigantine Cartimandua năm 52 CN. Trong 20 trận đánh được thể hiện trên Tháp Trajan, có 19 trận Quân chủng Auxilia tham gia, trong đó 12 trận độc lập tác chiến không có Bộ binh Chủ lực cùng tham dự.
Có quan điểm cho rằng Auxilia hoạt động như một lực lượng biên phòng, tương tự như lực lượng limitanei trong Quân đội Đế chế La-mã thời kỳ sau, trong khi các Quân đoàn Chủ lực là lực lượng dự bị chiến lược, chặn đánh những cuộc xâm lược lớn của những người bán khai mà Auxilia không thể tự mình chống lại được. Bằng chứng cho luận điểm trên rất phức tạp. Ở một số vùng như Britania, các doanh trại, doanh thành của Auxilia nằm ngay phía sau tiền tuyến, trong khi các doanh thành của Bộ binh Chủ lực nằm cách Trường thành Hadrian hơn 100 km về phía sau tại York và Chester. Nhưng tại các vùng khác, Bộ binh Chủ lực đồn trú ngay gần biên giới như ở Regensburg, Viên và Budapest dọc theo con sông Danube. Ở Britania, mặc dù nhiệm vụ đồn trú trên trường thành Hadrian và phía trước được giao cho các Lữ đoàn Auxilia, nhưng còn có các bằng chứng về việc các doanh trại/doanh thành kia cũng có các phân đội Bộ binh Chủ lực cùng đồn trú, thậm chí Chủ lực/Auxilia hỗn hợp.

### Các binh chủng chuyên biệt
Trong thời kỳ Cộng hòa La-mã, bộ ba tiêu chuẩn của lực lượng đánh thuê không thường trực là phóng thạch thủ tới từ quần đảo Baleares, cung thủ đến từ đảo Crete và kỵ binh đến từ Numidia. Họ tiếp tục được sử dụng trong Quân chủng Auxilia đến thế kỷ thứ hai, cùng vưới nhiều thành phần mới.

#### Kỵ binh thiết giáp cataphractarii

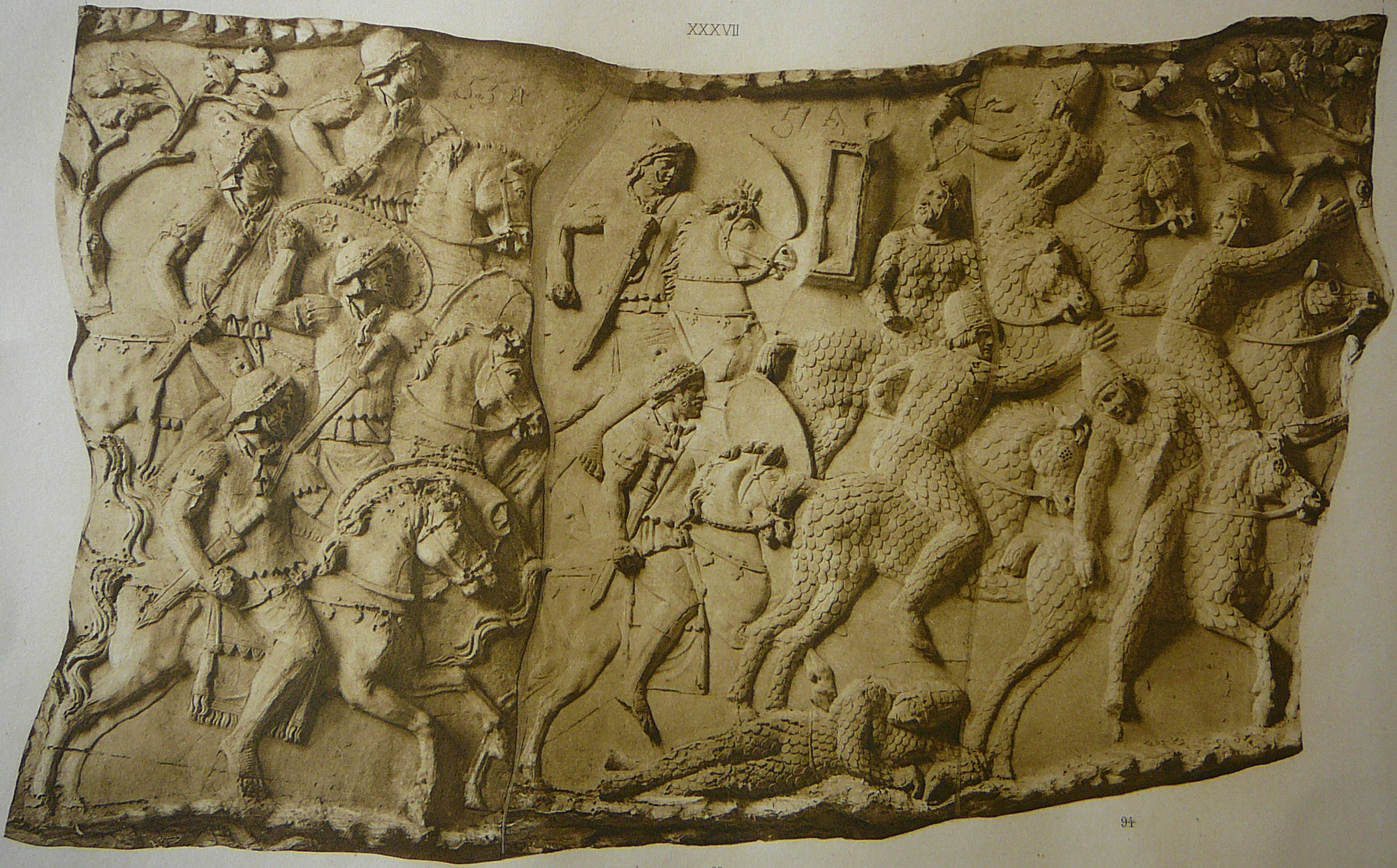
Kị binh thiết giáp cataphract Sarmatia (bên phải) chạy tháo thân trước kị binh Auxilia trong cuộc Chiến tranh Chinh phục Dacia (năm 101 - 106 CN). Các kị binh cataphract Samartia và chiến mã của họ có giáp vảy bao bọc toàn thân. Thương và lao của kị binh Dacia và La-mã đã bị bào mòn theo năm tháng nhưng các loại vũ khí trang bị khác còn rất rõ. Một phần của Tháp Trajan ở Roma.

Equites cataphractarii (số ít: equitatus cataphractarius) hay ngắn gọn là cataphractarii, là một phân binh chủng hạng nặng của kỵ binh Quân đội La-mã dựa trên mô hình của người Samatia và Partia. Cataphractarii còn được biết đến với hai phiên bản là contarii (contarius) và clibanarii (clibanarius). Tuy nhiên không rõ hai thuật ngữ này có thể được thay thế cho nhau không, hay được dùng để phân biệt hai kiểu trang bị hoặc vai trò chiến thuật khác nhau. Cùng với phân binh chủng kị binh cung thủ hạng nhẹ (equites sagittarii), kỵ binh thiết giáp catapharctarii được triển khai để chống lại chiến thuật của Người Parthia (và người Samartia tại Pannonia). Quân đội Parthia phần lớn là kỵ binh. Chiến thuật thường dùng nhất của họ là triển khai kị binh cung thủ bào mòn và phá vỡ đội hình Quân La-mã từ xa, sau đó đánh gục đối phương bằng một đợt tấn công tập trung của kỵ binh thiết giáp cataphract vào điểm yếu nhất trong đội hình Quân La-mã. Chỉ có hai ala cataphractarii xuất hiện vào thế kỷ thứ hai được ghi lại trong lịch sử là: ala I Utopia contariorum và ala I Gallorum et Pannoniorum cataphractaria đồn trú tại Pannonia và Hạ Moesia liên tục trong thế kỷ thứ hai.

#### Kỵ binh hạng nhẹ
Bắt đầu từ cuộc Chiến tranh Punic lần thứ hai cho đến tận thế kỷ thứ ba CN, hầu hết kỵ binh hạng nhẹ của La-mã (trừ kỵ binh cung thủ Syria) đều được chiêu mộ từ các tỉnh tây bắc xứ Bắc Phi (Africa proconsularis) và Mauretania (gọi là equites Maurorum hay equites Numidiarum). Kỵ binh hạng nhẹ Mauri được thể hiện trên Tháp Trajan với mái tóc dài quấn thành nhiều bím nhỏ kiểu Rastafaria, cưỡi những con ngựa nhỏ nhưng thích nghi tốt, không có yên cương, chỉ có một sợi thừng tết tròng vào cổ ngựa để điều khiển. Họ không mặc áo giáp, chỉ có những chiếc khiên nhỏ bọc da. Phần thể hiện vũ khí không còn rõ ràng qua năm tháng chịu bào mòn, nhưng theo sử gia Livy thì họ có trang bị lao. Với khả năng cơ động và tốc độ tuyệt vời, kỵ binh Mauri có thể quấy rối quân địch bằng các đợt đánh-và-rút: tăng tốc và phóng ra một vài đợt lao rồi rút lui nhanh hơn bất cứ loại kỵ binh nào mà đối phương đưa ra truy đuổi. Họ vô cùng thích hợp cho các nhiệm vụ trinh sát, quấy rối, phục kích và truy kích. Không rõ tỉ lệ kỵ binh Mauri của Quân chủng Auxilia chính quy so với các đơn vị tương đương của lực lượng foederati' không chính quy.
Vào thế kỷ thứ ba, các đơn vị kỵ binh hạng nhẹ mới xuất hiện, được chiêu mộ từ vùng Danube: equites Dalmatae (kỵ binh Dalmatia). Có rất ít thông tin về họ còn lưu lại. Kỵ binh Dalmatia trở nên nổi bật vào thế kỷ thứ tư, với vài đơn vị được liệt kê trong văn bản Notitia Dignitatum.

#### Kỵ binh lạc đà (dromedarii)
Một ala kỵ binh lạc đà được thành lập vào thế kỷ thứ hai tại Syria: ala I Utopia dromedariorum milliaria.

#### Cung thủ

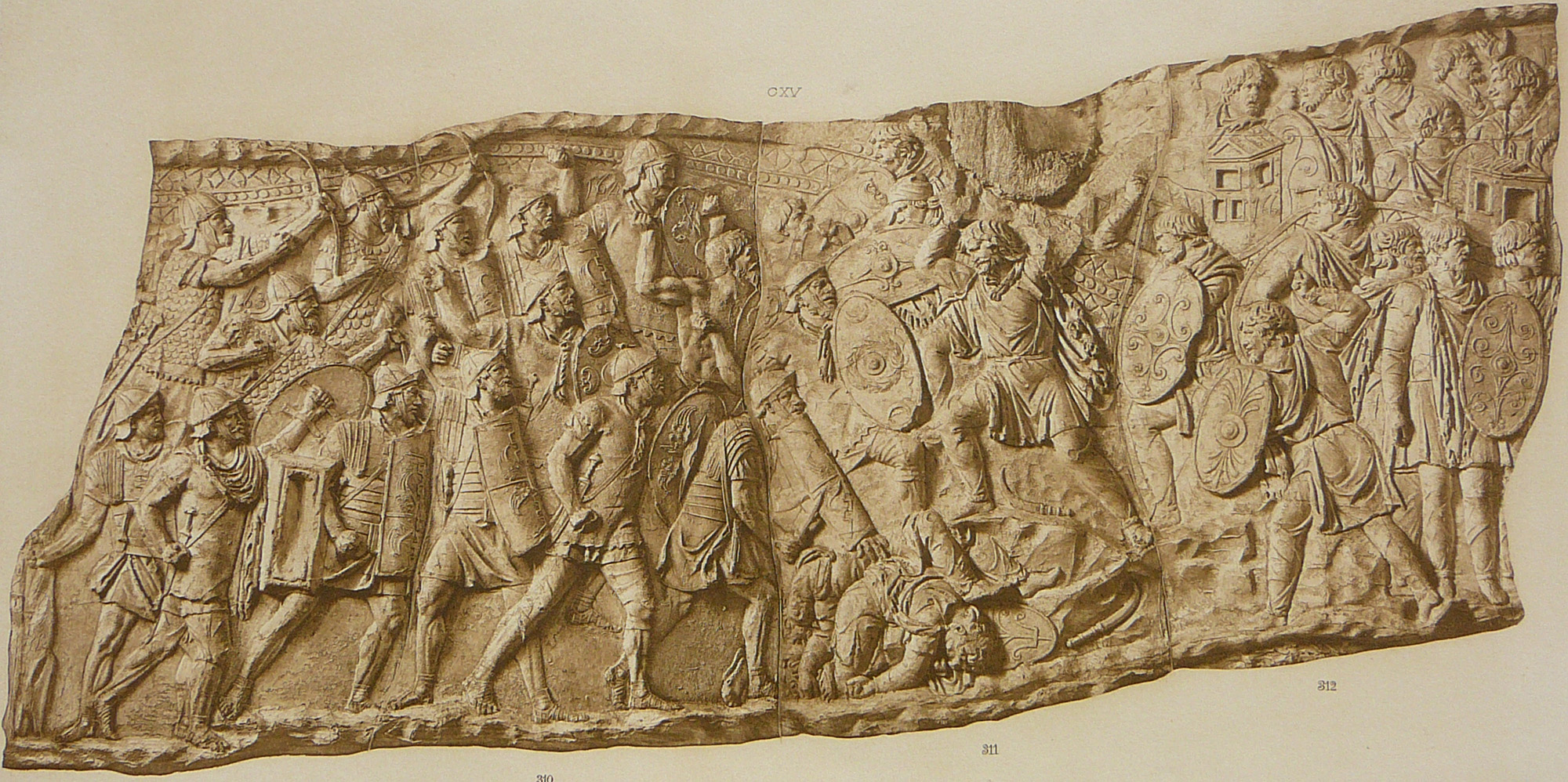
Cung thủ La-mã (phía trên bên trái) đang chiến đấu. Kiểu mũ cao đỉnh hình nón cho biết đây là cung thủ Syria cùng loại cung căng ngược có hình dáng rất đặc trưng. Một phần của Tháp Trajan ở Roma.

Sagittarii (số ít: sagittarius) là từ La-tinh của "cung thủ". Trong thế kỷ thứ hai, số đơn vị cung thủ được ghi lại trong lịch sử gồm: 8 ala sagittariorum (kỵ cung thủ), 18 cohors sagittariorum (bộ cung thủ) và 6 cohors sagittariorum equitata (kỵ bộ cung thủ hỗn hợp). 32 Lữ đoàn này (trong đó có 4 Lữ đoàn milliaria) có thể có tổng quân số lên đến 17,600 người. Vào thời điểm đó phần lớn trong số họ đến từ Syria trừ cohors I Cretum sagittariorum equitata mang tên vùng đất phát tích của đơn vị: đảo Crete với truyền thống phục vụ Quân đội La-mã từ thời Cộng hòa.Trong số 32 Lữ đoàn trên, 13 mang những cái tên địa danh của Syria, 7 của Thracia, 5 của Tiểu Á, một của Crete và 6 còn lại của những địa danh khác hoặc không rõ xuất xứ.
Các cung thủ được điêu khắc trên Tháp Trajan được phân biệt qua ba kiểu trang phục: (a) mặc áo giáp vảy, đội mũ cao đỉnh hình nón và khoác áo choàng; (b) đội mũ cao đỉnh hình nón và khoác áo choàng nhưng không có áo giáp; và (c) trang bị như binh lính Auxilia thông thường. Hai kiểu trang bị đầu là cung thủ Syria, kiểu sau là cung thủ Thracia. Loại cung tiêu chuẩn của cung thủ Auxilia là cung cánh vật liệu hỗn hợp căng ngược – một loại vũ khí đánh xa nhỏ gọn, chế tạo phức tạp và rất mạnh.
Không rõ có phải tất cả các Lữ đoàn sagittarii chỉ gồm cung thủ hay không. Nhiều đơn vị sagittarii được trang bị cùng một kiểu phiên chế vũ khí trang bị với các ala và cohors bình thường trừ việc có thêm cung tên. Cũng thật bất ngờ khi các Lữ đoàn thông thường không có thành phần cung thủ trong phiên chế vì như vậy sẽ làm giảm khả năng tác chiến độc lập của họ. Thêm vào đó, một số đơn vị không phải là sagittarii cũng được trang bị cung tên.

#### Phóng thạch thủ

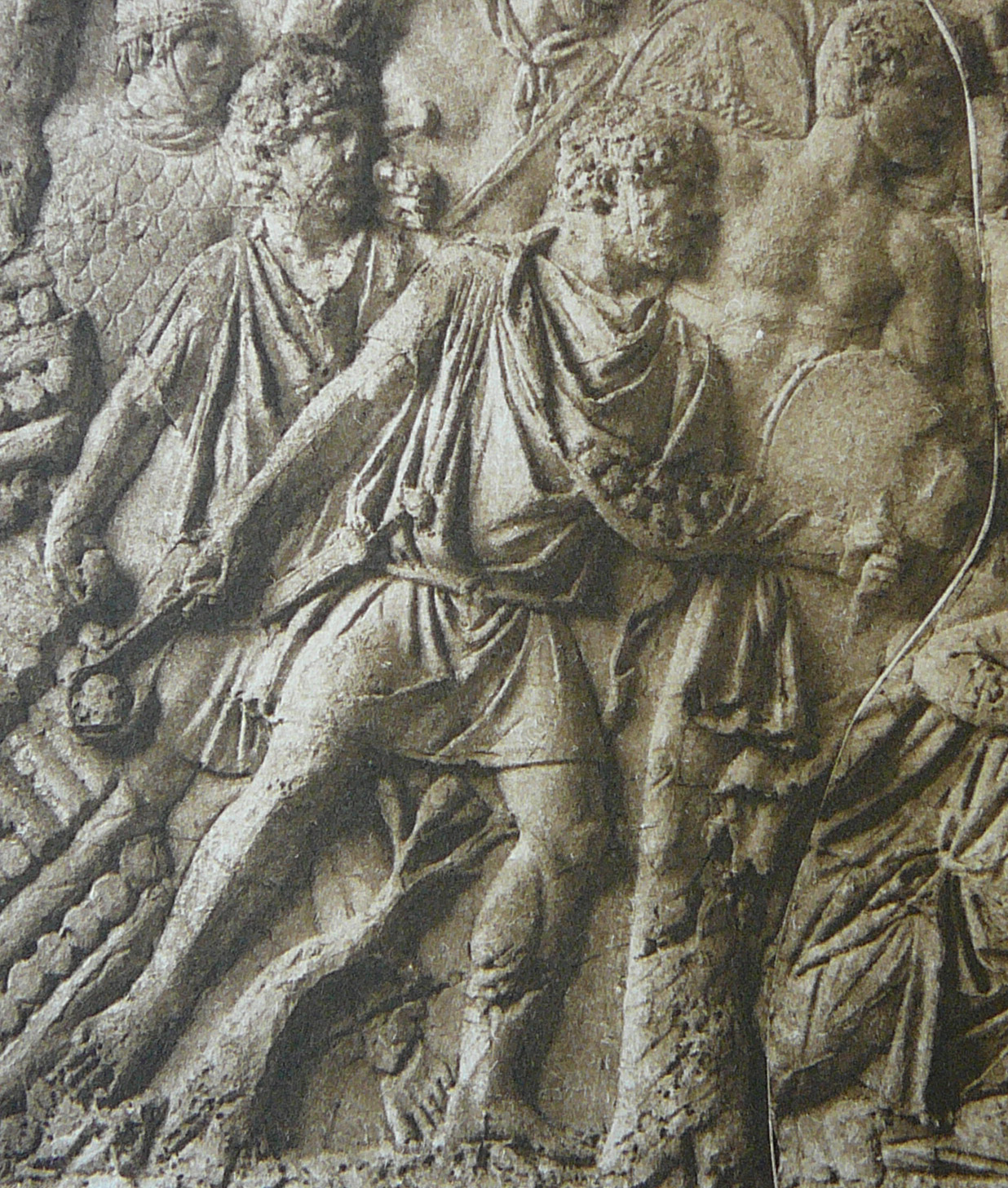
Phóng thạch thủ La-mã (funditores) đang chiến đấu. Một phần của Tháp Trajan ở Roma.

Funditores (số ít: funditor, bắt nguồn từ từ La-tinh funda – "dây ném đá"), binh chủng không bao giờ được nhắc đến trong các văn bản khắc trên đá, nhưng được thể hiện trên Tháp Trajan. Họ được mô tả không có áo giáp, mặc áo chùng ngắn (tunica). Mỗi người đeo một túi vải đựng đạn đá hoặc sỏi (glandes) và cầm dây ném đá. Quân đội La-mã thời kỳ sau (thế kỷ thứ tư) có ít nhất một đơn vị funditores độc lập.

#### Trinh sát
Các đơn vị exploratores ("quân trinh sát", từ động từ La-tinh explorare – "trinh sát"), gồm cả hai đơn vị numeri exploratorum xuất hiện vào thế kỷ thứ ba ở Britania: Habitanco và Bremenio (tên của hai doanh thành), và những đơn vị exploratorum khác nữa. Có rất ít tư liệu còn lưu lại về binh chủng này.

## CÁC LỰC LƯỢNG ĐỒNG MINH KHÔNG CHÍNH THỨC
Trong suốt thời kỳ Nguyên thủ, có nhiều bằng chứng về các đơn vị barbari bản địa chiến đấu bên cạnh các đơn vị La-mã, nhưng không nằm trong phiên chế quân chủng Auxilia. Ở một mức độ nào đó, việc các đơn vị kiểu này tồn tại đơn giản chỉ là sự nối tiếp chế độ chư hầu cũ của Cộng hòa La-mã thời kỳ cuối: những đơn vị phối thuộc do các vị vua bù nhìn của Rome cung cấp, hoạt động tại vùng biên thùy của Đế chế trong mỗi chiến dịch nhất định. Một số đơn vị này được nhận vào phiên chế chính thức của Quân đội La-mã, được giữ lại toàn bộ khung chỉ huy, quân phục, trang bị và tổ chức phiên chế bản địa. Các đơn vị này được gọi là "socii" ("Quân đồng minh"), "symmachiarii" (Số ít: "symmachiarius", có nguồn gốc tiếng Hi Lạp "symmachoi" - "Quân đồng minh") hay "foederati" ("Quân liên hiệp", có nguồn gốc tiếng La-tinh "foedus" - "Hiệp ước"). Một ước tính gần đây cho rằng tổng binh lực của foederati dưới vương triều Trajan lên tới khoảng 11,000 người, được chia thành khoảng 40 numerus, mỗi đơn vị khoảng 300 người. Việc sử dụng các numerus người nước ngoài này nhằm khai thác triệt để các khả năng chiến đấu chuyên môn của họ. Có lẽ phần lớn trong số Quân liên hiệp này là kị binh Numidia (xem mục Kỵ binh hạng nhẹ ở bên trên).
Lực lượng foederati lần đầu tiên được chính thức có mặt trên các tác phẩm điêu khắc là trên Tháp Trajan. Họ được miêu tả một cách quy ước, với râu tóc để dài, chân trần, để trần tới thắt lưng, mặc quần ống dài có thắt lưng bản rộng và mang chùy. Trên thực tế một số bộ lạc đã trợ giúp người La Mã trong các cuộc chiến chinh phục Dacia. Trang phục và vũ khí của họ đủ loại đủ kiểu không thống nhất.
Tháp Trajan khắc họa họ dưới hình thức của một bộ lạc duy nhất, có lẽ là kỳ quặc nhất, để phân biệt rõ ràng với Quân chủng Auxilia chính quy. Xét theo cường độ xuất hiện trong những mảng phù điêu miêu tả chiến đấu trên tháp, Foederati đã đóng góp một phần quan trọng trong các chiến dịch của người La-mã tại Dacia. Một ví dụ khác về foederatilà 5,500 kỵ binh Sarmatia đầu hàng được Hoàng đế Marcus Aurelius (trị vì năm 161-180 CN) điều tới đồn trú một cứ điểm dọc theo Trường thành Hadrian sau khi họ bại trận trong những cuộc chiến chinh phục bộ tộc Marcomanni của người La-mã.

## TUYỂN MỘ, CẤP BẬC VÀ LƯƠNG THƯỞNG
Các tư liệu lưu lại về hệ thống cấp bậc và lương thưởng của Quân chủng Auxilia không đầy đủ, thậm chí còn không bằng những tư liệu chắp vá của Quân chủng Chủ lực. Tư liệu còn lại được tổng kết trong bảng dưới đây (giữa thế kỷ thứ nhất):
| Thang bậc lương (Cấp số nhân)                    | Cấp bậc bộ binh Cohors (thứ tự tăng dần)                                                                                  | Thành tiền (denarius) | X | Cấp bậc kị binh ala (thứ tự tăng dần)                                                                               | Thành tiền (denarius) |
| ------------------------------------------------ | --- | --------------------- | - | --- | --------------------- |
| 1 (caligati = "lính trơn")                       | pedes (lính bộ binh) | 188                   |   | gregalis (lính kị binh ala)                                                                                         | 263                   |
| 1.5 (sesquiplicarii = "quân nhân lương bậc 1.5") | tesserarius (chỉ huy canh tuần của centuria)                                                                              | 282                   |   | sesquiplicarius | 395                   |
| 2 (duplicarii = "quân nhân lương bậc 2")         | signifer (quân nhân mang biểu trưng của centuria) optio (phó chỉ huy centuria) vexillarius (quân nhân mang cờ của cohors) | 376                   |   | signifer (quân nhân mang biểu trưng của turma) curator? (phó chỉ huy turma) vexillarius (quân nhân mang cờ của ala) | 526                   |
| 5 +                                              | centurio (chỉ huy centuria) centurio princeps (centurion trưởng) beneficiarius? (phó chỉ huy cohors)                      | 940 +                 |   | decurio (chỉ huy turma) decurio princeps (decurion trưởng) beneficiarius? (phó chỉ huy ala)                         | 1,315 +               |
| 50                                               | praefectus hoặc tribunus militum (chỉ huy cohort)                                                                         | 9,400                 |   | praefectus hoặc tribunus militum (chỉ huy ala)                                                                      | 13,150                |

### Binh lính thông thường (caligatus)

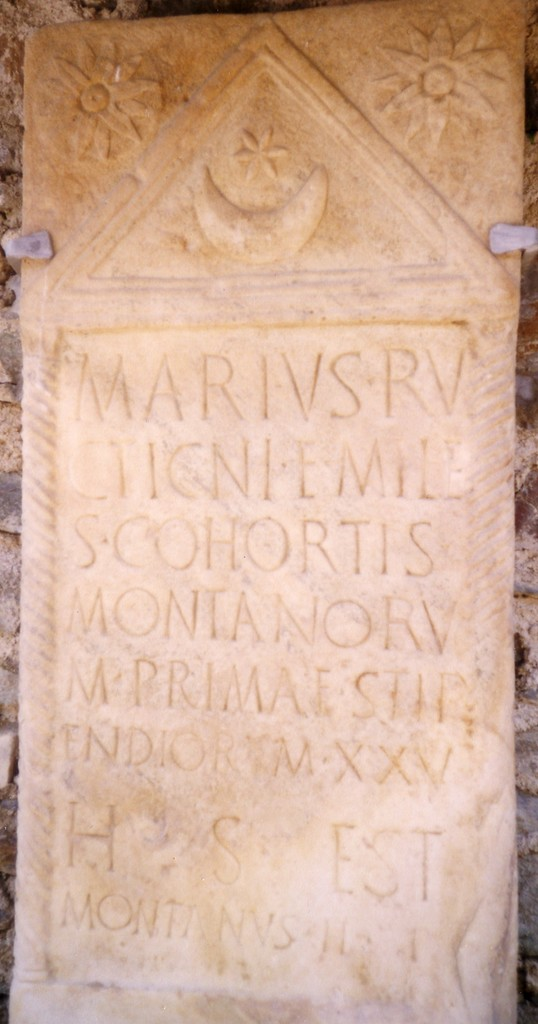
Bia mộ của Marius, con trai của Ructicnus. Trên đó viết rằng anh ta là miles (lính trơn) của Cohors I Montanorum, hi sinh vào năm thứ 25 của thời hạn tại ngũ (năm cuối cùng và chỉ ngay trước khi anh này giải ngũ và nhận quyền công dân La-mã). Người thừa kế của anh ta, lập tấm bia này, tên là Montanus - cùng tên với phiên hiệu của Lữ đoàn cha anh ta phục vụ, nghĩa là có thể họ là người bản xứ vùng Đông Alps. Hai góc trên cùng tấm bia có chạm khắc hai bông hoa Nhung Tuyết vùng Alps (Leontopodium alpinum). Đây là loài hoa mảnh mai có màu trắng trong tinh khiết, chỉ mọc và nở ở những vùng núi cao xa xôi, là biểu tượng cho sự nữ tính, thanh bình và sức sống dẻo dai, mãnh liệt bên trong hình hài mong manh. Tiếng La-tinh gọi là stella Alpina ("Ngôi sao Alps"). Đây có thể là biểu trưng của Lữ đoàn, hoặc của người Montani. Hình trăng lưỡi liềm và ngôi sao giữa hai bông hoa có thể là hình trên cờ của Lữ đoàn hoặc biểu tượng tôn giáo. Niên đại: thế kỷ thứ nhất, có thể là trước năm 68 CN, tìm thấy tại Carinthia, Áo.

Dưới đáy của hệ thống cấp bậc là các binh lính thông thường, hay còn gọi là lính trơn (caligatus, số nhiều caligati, bắt nguồn từ đôi sandals da caligae đế gắn đinh được binh lính sử dụng). Dựa trên loại binh chủng họ tham gia, binh lính được gọi chính thức là pedes (bộ binh Auxilia), eques cohortalis (kỵ binh cohors) và gregalis (kỵ binh ala).
Trong thời kỳ Nguyên thủ (Principate), việc tuyển mộ trai tráng vào các Quân đoàn Chủ lực chỉ giới hạn cho công dân La-mã. Luật này có từ thời Cộng hòa La-mã trước nội chiến, được duy trì nghiêm ngặt. Một ít ngoại lệ được ghi lại, như trong các tình huống khẩn cấp hay những thanh niên là con ngoài giá thú của binh lính Chủ lực, không đủ để chứng minh luật này thường bị vi phạm.
Vào thế kỷ thứ nhất, đại bộ phận binh lính Auxilia được tuyển mộ từ tầng lớp peregrini (tầng lớp thứ hai trong xã hội). Dưới vương triều Julio-Claudian, bắt lính đã trở thành một lệ thường bên cạnh việc tuyển mộ quân tình nguyện, rất có thể là dưới hình thức đặt tỉ lệ trai tráng đến tuổi quân vụ được động viên ở các bộ tộc. Từ vương triều Flavian trở đi, lính Auxilia hoàn toàn là quân tình nguyện. Việc tuyển mộ thiếu niên 14 – 15 tuổi cũng có được ghi chép lại, phần lớn binh lính được tuyển (66%) nằm trong nhóm tuổi 18 – 23.
Lúc mới được thành lập, một Lữ đoàn Auxilia sẽ tuyển mộ trai tráng địa phương hoặc những người có tên trong danh sách. Đầu vương triều Julio-Claudian, họ cố gắng bảo lưu tính đồng tộc bất chấp tình huống đồn trú xa quê hương. Nhưng đến nửa sau thời kỳ này, việc tiếp nhận trai tráng địa phương nơi đóng quân trở nên phổ biến, và các Lữ đoàn trở nên pha tạp kể từ triều đại Flavian trở đi. Phiên hiệu của đơn vị trở nên vô nghĩa, các thành viên mới được thừa hưởng một cái phiên hiệu xa lạ từ các cựu binh tiền nhiệm. việc này rất phổ biến, tuy nhiên có nhiều tư liệu trong các công văn và văn bản khác cho thấy một số đơn vị vẫn còn tiếp tục tuyển mộ tân binh từ quê hương họ, như các cohors Batavi đồn trú tại Britania, nơi một số đơn vị có đội ngũ nhân sự đa quốc gia. Các tỉnh tại đồng bằng sông Danube (Raetia, Pannona, Moesia và Dacia) vẫn còn là các khu vực tuyển mộ chủ yếu cho các đơn vị ở khắp nơi trong Đế chế.
Công dân La-mã cũng thường được tuyển mộ vào Quân chủng Auxilia. Phần lớn trong số họ là con cái của các cựu binh Auxilia, được trao quyền công dân La-mã khi cha họ hoàn thành thời hạn quân ngũ. Những người này thường gia nhập Lữ đoàn cũ của cha mình như một kiểu cha truyền con nối, hơn là gia nhập một Quân đoàn Chủ lực nào đó lớn hơn nhưng xa lạ. Cũng có những trường hợp cá biệt, những quân nhân Bộ binh Chủ lực thuyên chuyển sang Quân chủng Auxilia để được thăng lên một cấp cao hơn. Ảnh hưởng của Auxilia lên vấn đề giai cấp xã hội theo thời gian tăng lên nhanh chóng cho đến khi sắc lệnh Antonine được ban hành năm 212 CN, trao quyền công dân La-mã cho toàn bộ tầng lớp peregrini. Các Lữ đoàn Auxilia trở thành các đơn vị công dân La-mã chiếm đa số, nếu không muốn nói là gần như tuyệt đối.
Không rõ Auxilia tuyển mộ người barbari (cách người La-mã gọi các dân tộc bán khai bên ngoài lãnh thổ Đế chế) từ bao giờ. Một ít tư liệu từ trước thế kỷ thứ ba cho thấy Quân chủng tuyển mộ các cộng đồng này trong suốt chiều dài lịch sử của mình. Vào thế kỷ thứ ba, một vài đơn vị Auxilia có xuất xứ từ các cộng đồng người barbari bắt đầu xuất hiện trong các ghi chép, như ala I Samartarum cuneus Frisiorum và numerus Hnaufridi ở xứ Britania.
Một hệ thống phân cấp lương thưởng được lập ra cho các binh chủng trong Quân chủng Auxilia, trong đó kỵ binh được trả cao hơn bộ binh. Dưới triều đại Augustus, hệ thống lương thường niên là: eques alaris 263 denarius, eques cohortalis 225 denarius và pedes 188 denarius. Tỉ lệ 20% giữa các phân cấp có lẽ tồn tại dưới thời Domitian (81 – 96 CN). Tuy nhiên, giả định về việc tỉ lệ trên được áp dụng cho tất cả các vùng, tất cả các đơn vị là không có bằng chứng. việc trả lương nhiều hay ít tùy theo xuất xứ của các đơn vị cũng là một giả thuyết được nhiều người ủng hộ.
Dưới đây là bảng so sánh lương thưởng giữa lính Bộ binh Chủ lực và lính bộ binh Auxilia vào giai đoạn giữa thế kỷ thứ nhất:
| Các khoản lương thưởng               | Bộ binh Chủ Lực ~ năm 70 CN Định mức (denarius) | Bộ binh Chủ Lực ~ năm 70 CN: Thường niên (trong 25 năm) | X | Bộ binh Auxilia ~ năm 70 CN Định mức (denarius) | Bộ binh Auxilia ~ năm 70 CN Thường niên (trong 25 năm) |
| Stipendium (tiền lương)              | 225 p.a.                                        | 225                                                     |   | 188 p.a.                                        | 188                                                    |
| Donativa (tiền thưởng)               | 75 mỗi 3 năm                                    | 25                                                      |   | không có tư liệu                                |                                                        |
| Tổng lương thưởng                    |                                                 | 250                                                     |   |                                                 | 188                                                    |
| Khấu trừ tiền ăn                     |                                                 | 60                                                      |   |                                                 | 60                                                     |
| Khấu trừ tiền mua sắm trang bị, v.v… |                                                 | ~ 50                                                    |   |                                                 | ~ 50                                                   |
| Lương thưởng còn lại                 |                                                 | 115                                                     |   |                                                 | 78                                                     |
| Praemia (trợ cấp xuất ngũ)           | 3,000 (một cục)                                 | 120                                                     |   | Không có tư liệu                                |                                                        |

Tổng lương thưởng luôn bị khấu trừ bởi quần áo, giày dép và thức ăn cho người và la (của centuria), v.v… Không có tư liệu rõ ràng về việc vũ khí và giáp trụ có nằm trong danh mục bị khấu trừ không hay được Quân đội cấp phát miễn phí. Việc khấu trừ tiền ăn như trên là thích đáng đối với sức ăn của một người trưởng thành trong một năm. Năm 84 CN, Hoàng đế Dominian tăng lương thưởng cho toàn quân lên 33%, làm lương cơ bản của binh lính Auxilia tăng lên 250 denarius (bằng với mức lương hưởng thường niên của binh lính Chủ lực trước kia, trong khi họ nhận được 300 denarius một năm). Sau khi khấu trừ mọi khoản, mỗi người lính bộ binh Auxilia còn 140 denarius, là mức thu nhập ròng hàng năm khi họ không phải đóng thuế cử tri (capitatio), không phải trả tiền nhà vì ở trong quân doanh. Thức ăn, quần áo và trang bị khác đã được khấu trừ trước đó. Đối với đại đa số binh lính, xuất thân từ những gia đình nông dân có mức thu nhập tối thiểu (lao động nông nghiệp tự cấp tự túc), mọi khoản thu nhập ròng đều hấp dẫn. Số tiền này có thể được đem ra tiêu pha trong các gịp rỗi rãi, gửi về cho người nhà hoặc đơn giản là để dành đến lúc xuất ngũ.
Không có bằng chứng cho thấy binh lính auxilia được nhận tiền thưởng như binh lính Chủ lực thường được hưởng mỗi ba năm hoặc khi có một Hoàng đế mới lên nắm quyền, v.v… Tuy nhiên loại thu nhập này được phân phát một cách không chính thức vào mỗi 7,5 năm đầu thế kỷ thứ nhất và mỗi 3 năm về sau này. Có một số quan điểm cho rằng tiền thưởng (donativa) được chính thức áp dụng cho Quân chủng Auxilia kể từ triều đại Hadrian trở đi, dựa trên việc tổng tiền thưởng của Quân đội tăng đột ngột vào lúc đó.
Một khoản lương thưởng rất có giá trị cho lính Chủ lực là trợ cấp xuất ngũ (praemia) được nhận khi hoàn thành thời hạn quân ngũ 25 năm. 3,000 denarius tương đương với 10 năm lương cơ bản của một người lính Bộ binh Chủ lực sau đợt tăng lương năm 48 CN. Khoản tiền này đủ cho anh ta mua một mảnh đất canh tác tốt. Lại một lần nữa, chẳng có gì cho thấy binh lính Auxilia được trả phụ cấp xuất ngũ. Đối với họ, khoản tiền trên chính là quyền công dân La-mã với nhiều miễn trừ thuế quan trọng. Tuy nhiên, cũng có một số quan điểm cho rằng binh lính Auxilia cũng có trợ cấp xuất ngũ, ít nhất là những công dân La-mã cũng có quyền được hưởng khoản tiền trên thay cho cái mà họ vốn có sẵn.

### Hạ sĩ quan (principales)
Dưới cấp centurio/decurio là tầng lớp hạ sĩ quan được gọi chung là principaes. Hệ thống cấp bậc trong các cohors Auxilia cũng tương tự như trong mỗi cohors Bộ binh chủ lực, từ thấp lên cao gồm có: tesserarius ("chỉ huy canh tuần"), signifer (quân nhân mang biểu trưng của centuria), optio (phó chỉ huy trưởng centuria) và vexillarius (quân nhân mang cờ của cohors). Trong các turma của cohors equitata (và có thể là của các ala), chức vụ phó chỉ huy trưởng được gọi là curator, đứng thứ hai sau decurio và phụ trách về chiến mã và các vẫn đề có liên quan. Cũng như trong các cohors Chủ lực, các principales cùng với các nhân viên chuyên môn (immunes) được chia thành hai bậc lương thưởng: sesquiplicarius (quân nhân lương bậc 1.5) và duplicarius (quân nhân lương bậc 2). Cấp bậc của họ cũng tương đương với hạ sĩ và trung sĩ thời hiện đại.
Bên cạnh lực lượng chiến đấu trực tiếp, các Lữ đoàn còn có những nhân viên chuyên môn. Những người có thâm niên cao là các quân nhân lương bậc 1.5 và 2 – những người lính vào giai đoạn 5 năm cuối thời hạn tại ngũ cơ bản đạt được vị trí militium immunum (quân nhân được miễn trừ các nhiệm vụ thông thường). Các nhân viên chuyên môn này gồm có: các medicus (nhân viên quân y), các veterinarius (nhân viên thú y, phụ trách chiến mã, la thồ và gia súc khác), custos armorum (thủ kho quân khí) và cornicularius (thư ký Lữ đoàn, phụ trách công việc bàn giấy, ghi chép nhật ký Lữ đoàn và viết báo cáo quân tình).

### Sĩ quan trung cấp

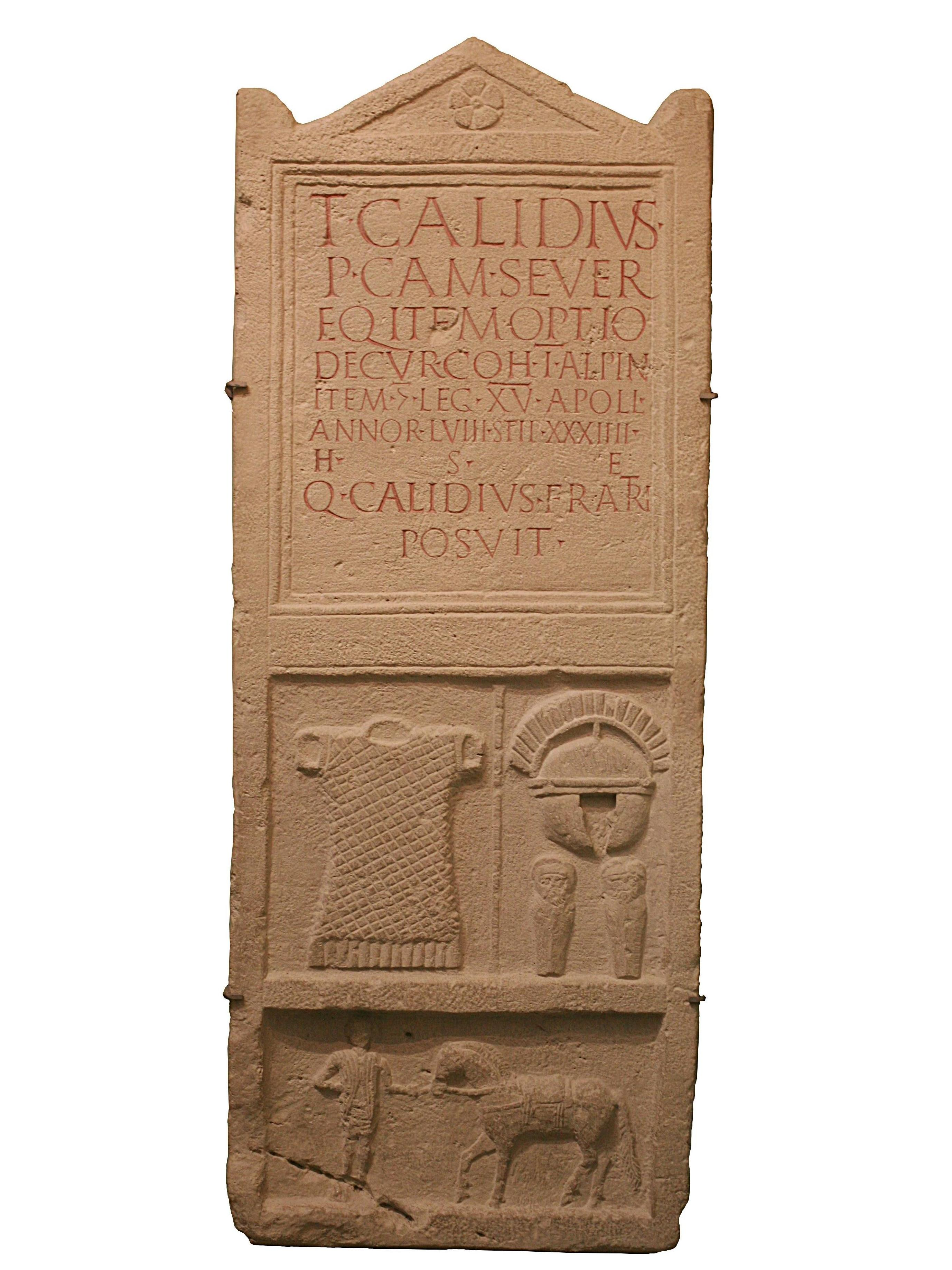
Bia mộ của Titus Calidius Severus, một quân nhân Auxilia đã thăng tiến từ cấp eques (lính kị binh) lên optio của Cohors I Montanorum (một cohors equitata miền Tây Alps). Sau đó ông thuyên chuyển sang Quân chủng Chủ lực (chắc chắn là sau 25 trong tổng số 34 năm phục vụ và được trao quyền công dân La-mã) và trở thành một decurion trong bộ phận kị binh của Quân đoàn XV Apollinaris. Ông mất ở tuổi 58, có lẽ chỉ một thời gian ngắn sau khi giải ngũ. Trên bia mộ miêu tả tấm giáp xích (lorica hamata), chiến mão có gắn chùm lông trang trí của decurio, đôi giáp tấm bảo vệ cẳng chân (ocreae) và chiến mã của ông, được một người rất có thể là nô lệ của ông ta dắt. Thời hạn phục vụ của T.C.Severus cho thấy nhiều quân nhân Auxilia phục vụ lâu hơn thời gian tại ngũ thấp nhất, và đôi khi thuyên chuyển sang Quân chủng Chủ lực. Được lập bởi em trai anh ta, tên là Quintus. Có niên đại trước năm 117 CN, khi Quân đoàn XV Apollinaris được chuyển từ doanh thành Carnuntum tỉnh Pannonia (nay thuộc Áo) sang phía Đông.

Một số tư liệu ít ỏi cho thấy cấp bậc centurio và decurio có thể được kiêm nhiệm hoặc được thăng trực tiếp từ cấp bậc dưới. Nhiều sĩ quan xuất thân từ tầng lớp quý tộc địa phương. Những trường hợp được thăng cấp trực tiếp hoặc kiêm nhiệm có thể là quân nhân thuyên chuyển từ Quân chủng Chủ lực hoặc ngay trong nội bộ Lữ đoàn. Dưới vương triều Julio-Claudian, tỉ lệ giữa hai tầng lớp peregrini và công dân La-mã trong đội ngũ centurio/decurio của Quân chủng là gần tương đương. Về sau này công dân La-mã chiếm đại đa số vì quyền công dân La-nã được ban phát rộng rãi trong giới quân sự. Vì các chức vụ này có thể được thăng lên từ tầng lớp hạ sĩ quan nên thường bị đem ra so sánh với trung sĩ và thượng sĩ trong quân đội hiện đại. Việc so sánh như vậy làm hạ thấp vai trò và địa vị của họ.
Song song với quân vụ, các centurio còn phải am hiểu và thực hiện được các chức trách hành chính dân sự, rất cần thiết khi các thủ hiến địa phương thiếu quan chức hành chính tương xứng cần họ trợ giúp. Họ cũng khá dư dả do lương hưởng cao. Tuy nhiên hầu hết các tư liệu còn sót lại đều liên quan đến các centurio của Quân chủng Chủ lực, và không rõ các đồng cấp bên Quân chủng Auxilia có cùng địa vị và vai trò ngoài quân vụ như họ không. Có rất ít tư liệu về bậc lương của các centurio và decurio Auxilia, nhưng chắc chắn rằng phải cao hơn binh sĩ thông thường vài lần.
Không giống như các legatus legionis (có một đội ngũ sĩ quan tham mưu gồm 6 Tribunus militum (Giám quân) và một praefectus castrorum – "quân doanh trưởng"), một praefectus Auxilia không có đội ngũ tham mưu chuyên môn. Ngoại lệ chính là một chức danh gọi là beneficiarius, có thể là phó chỉ huy trưởng Lũ đoàn trợ giúp cho praefectus nếu chức danh này là chính quy chứ không phải chỉ đơn giản là bổ nhiệm trong trường hợp cần cho các nhiệm vụ đặc thù. Cùng trợ giúp cho praefectus còn có vexillarius và một hạ sĩ quan mang kèn hiệu gọi là cornicen.

### Sĩ quan cao cấp
Vào thế kỷ thứ hai, phần lớn các praefectus của Quân chủng Auxilia vẫn là người Ý. Đối lập với điều này, các tư liệu về thế kỷ thứ ba lại cho thấy người Ý chỉ còn chiếm 1/3. tất cả các praefectus đều thuộc tầng lớp equestria, có thể là equestria thế tập, có thể đạt được do tích trữ đủ lượng tài sản nhất định (100,000 denarius – tương đương 400 năm lương của một kỵ binh ala Auxilia) hoặc đạt được thông qua quân vụ. Các centurio trưởng trong Quân chủng Chủ lực (centurio primus pilus) theo luật được Hoàng đế trao địa vị xã hội này sau khi hoàn thành nhiệm kỳ primus pilus một năm của mình.
Những trường hợp thế tập thường bắt đầu phục vụ Quân đội ở độ tuổi trên dưới 30. Việc chỉ huy được luân phiên theo các nhiệm kỳ 3 – 4 năm, gồm các chức vụ praefectus cohortis, tribunus militum legionis của Quân chủng chủ lực và praefectus alaris auxilium. Dưới triều đại Hadrian, chế độ chỉ huy luân phiên được áp dụng cho ala milliaria, dành cho những sĩ quan có năng lực xuất sắc: chức vụ praefectus alaris milliaria auxilium. Cũng như các nguyên lão chỉ huy quân đội thời Cộng hòa, các sĩ quan equestria thế tập sẽ trở về địa vị dân sự của họ sau một thập niên phục vụ, trong khi những sĩ quan thuộc hai nhóm kia vẫn ở lại, tiếp tục luân chuyển qua nhiều đơn vị khác nhau đồn trú tại nhiều vùng lãnh thổ khác nhau. Vào thế kỷ thứ ba, hầu hết các praefectus của Quân chủng Auxilia đều là các sĩ quan theo đuổi binh nghiệp lâu dài.
Lương thưởng của một praefectus Auxilia vào thế kỷ thứ hai cao hơn gấp 50 lần một binh sĩ thông thường. Lý do cho sự chênh lệch rất lớn này là sự phân biệt giai cấp và địa vị xã hội trong xã hội La-mã cổ đại nặng nề hơn rất nhiều so với xã hội ngày nay. Một praefectus không chỉ là một sĩ quan cấp cao, ông ta còn là một công dân La-mã (trong khi binh lính dưới quyền hầu như đều thuộc về tầng lớp hạng hai) thuộc tầng lớp equestria quý tộc ("kỵ sĩ"). Sự khoảng cách giai cấp giữa một praefectus và một người lính xuất thân là peregrini do đó chênh lệch rất lớn, và thang bậc lương thưởng đã phản ánh điều đó.

## PHIÊN HIỆU, DANH HIỆU VÀ CÁC PHẦN THƯỞNG

### Phiên hiệu Lữ đoàn
Nguyên tắc đặt phiên hiệu của đại đa số các Lữ đoàn đều theo một chuẩn chung: loại đơn vị + số hiệu + tên bộ tộc/vùng đất xuất xứ (dưới dạng sở hữu cách số nhiều), như cohors III Batavorum ("lữ đoàn III của Batavi"); cohors I Brittonum ("lữ đoàn I của Britania"). Vài Lữ đoàn kết hợp cả hai cái tên bộ tộc peregrini rất có thể là do được kết hợp từ hai Lữ đoàn trước đó, như: ala I Pannonium et Gallorum ("kỵ đoàn I của Pannonia và Gauls"). Một số ít Lữ đoàn được đặt phiên hiệu theo tên một cá nhân, chủ yếu là của praefectus đầu tiên của họ như: ala Sulpicia ("kỵ đoàn của Sulpicius"). Đây cũng là ví dụ cho các Lữ đoàn không có số hiệu.

### Danh hiệu
Các Lữ đoàn thường được ban cho một cái title danh dự làm phần thưởng khi lập được quân công đáng kể. Quý hiếm, quý giá và danh giá nhất là "civium Romanorum" hay "c.R." ("của công dân La-mã"). Trong trường hợp này, tất cả các thành viên trong Lữ đoàn vào thời điểm được ban "c.R." (không phải những người gia nhập sau này) sẽ ngay lập tức được trao quyền công dân La-mã. Lữ đoàn sẽ mang theo cái title này vĩnh viễn, mặc dù nó chỉ có công hiệu thực tế duy nhất một lần. Một danh hiệu phổ biến khác là tên dòng họ của Vị hoàng đế ban danh thưởng hoặc ra lệnh thành lập Lữ đoàn như Ulpia – tên khai sinh của Hoàng đế Trajan (Marcus Ulpius Trajanus). Các danh hiệu khác cũng tương tự như của Quân chủng Chủ lực, như "pia fidelis" hay "p.f." ("nghe lệnh và trung thành").

### Phần thưởng
Quân đội La-mã có rất nhiều phần thưởng cá nhân dành cho binh lính Chủ lực vì sự dũng cảm và quân công của họ: Hasta pura (hay hasta donatica, mô hình một cây thương bằng bạc), phalera (đĩa bằng đồng hoặc bạc đeo bên ngoài áo giáp như huân huy chương), armilla (vòng đeo tay) hay torqua (kiềng đeo trên cổ hay móc trên áo giáp). Loại phần thưởng cao quý nhất là corona (mũ miện), trong đó cao quý nhất là corona civica – do những nhánh sồi kết lại, dành cho quân nhân nào cứu được một công dân La-mã trên chiến trường. Loại có giá trị nhất là corona muralis – làm bằng vàng thật, tưởng thưởng cho quân nhân đầu tiên đứng chân trên mặt thành của quân địch trong một trận công thành chiến. Loại corona này rất hiếm khi được mang ra thưởng vì điều kiện tiên quyết là anh này phải còn sống sau trận đánh.
Không có tư liệu nào cho thấy binh lính Auxilia được nhận phần thưởng cá nhân, trong khi các sĩ quan của họ thì có. Thay vào đó, các Lữ đoàn được ban một cái title danh dự nói lên loại phần thưởng đạt được, như "torquata" ("được thưởng một cái kiềng"), hay "armilla" ("được thưởng một cái vòng tay"). Một số Lữ đoàn đến một thời điểm nào đó sẽ tích lũy được một danh sách dài dòng các danh hiệu và phần thưởng trên phiên hiệu như: cohors I Brittonum Ulpia torquata pia fidelis civium Romanorum..

## TRÍCH DẪN
1. ↑  Goldsworthy (2000) 44
2. ↑  Goldsworthy (2000) 51
3. ↑  Goldsworthy (2000) 49
4. 1 2 3  Holder (2003) 145
5. 1 2  Hassall (2000) 320
6. ↑  Goldsworthy (2000) 74–5
7. ↑  Goldsworthy (2000) 78–9
8. 1 2 3  Goldsworthy (2000) 126
9. ↑  Goldsworthy (2000) 107
10. ↑  Keppie (1996) 372
11. ↑  Keppie (196) 375
12. ↑  Livy Ab Urbe Condita XXII.37
13. ↑  G.L. Cheesman, The Auxilia of the Roman Imperial Army (Oxford, 1914), 8–9.
14. ↑  Keppie (1996) 373
15. ↑  Keppie (1996) 379
16. 1 2 3 4 5 6 7 8  Goldsworthy (2000) 127
17. ↑  Holder (1980) 7
18. 1 2  Goldsworthy (2000) 214
19. ↑  Holder (1980) 9
20. ↑  Keppie (1996) 382
21. ↑  Holder (1982) 110-3
22. ↑  Tacitus Annales IV.5
23. ↑  Goldsworthy (2003) 51
24. 1 2 3 4  Keppie (1996) 396
25. ↑  Goldsworthy (2000) 119
26. ↑  Holder (1982) 145
27. ↑  Dio LV.29.1
28. ↑  Dio LV.29.2
29. ↑  Dio LV.29.3
30. ↑  Dio LV.29.4
31. ↑  Dio LV.30.1
32. ↑  Dio LV.31.1
33. 1 2  Suetonius III.16
34. ↑  Goldsworthy (2003) 64
35. ↑  Dio LV.30.6
36. ↑  Dio LV.30.5
37. ↑  Suetonius III.17
38. ↑  Goldsworthy (2000) 165-6
39. 1 2 3 4 5  Keppie (1996) 391
40. ↑  "Roman Numismatic Gallery".
41. ↑  Keppie (1996) 390
42. ↑  Tacitus Historiae IV.18
43. ↑  Tacitus Historiae IV.12
44. ↑  Birley (2002) 43
45. ↑  Scheidel (2006) 9
46. ↑  Tacitus Germania 29.1 and Historiae II.28
47. ↑  Dio Cassius LXIX.9.6
48. ↑  Tacitus Historiae IV.12
49. ↑  Tacitus Annales IV.12
50. ↑  Tacitus Historiae IV.13
51. ↑  Tacitus Historiae II.5
52. ↑  Tacitus Historiae I.64, II.66
53. ↑  Tacitus Historiae IV.14
54. ↑  Tacitus Historiae IV.13
55. ↑  Tacitus Historiae IV.54
56. ↑  Tacitus Historiae IV.24, 27
57. ↑  Tacitus Historiae IV.15-6
58. ↑  Tacitus Historiae IV.16
59. ↑  Tacitus Historiae IV.20
60. ↑  Tacitus Historiae IV.21, 28
61. ↑  Tacitus Historiae IV.33, 66, 67
62. ↑  Tacitus Historiae
63. ↑  Tacitus Historiae IV.68
64. ↑  Tacitus Historiae V
65. ↑  Tacitus Historiae V.26
66. ↑  Birley (2002) 44
67. ↑  Tacitus Agricola 35-8
68. ↑  Notitia Dignitatum Titles IV and V
69. ↑  Mattingly (2006) 132
70. ↑  Roxan (2003); Holder (2006)
71. ↑  Keppie (1996) 394
72. 1 2  Mattingly (2006) 168–9
73. ↑  Hassall (2000) 332–4
74. ↑  Spaul (2000) 526
75. ↑  (Holder (2003) 145
76. 1 2  Holder (2003) 119
77. ↑  Goldsworthy (2000) 152 (map): Legiones II and III Italica under Marcus Aurelius (r. 161–80) and I, II and III Parthica under Septimius Severus (r. 197–211)
78. ↑  25 legions of 5,000 men each
79. ↑  28 legions of 5,500 each (double-strength 1st cohorts introduced under Domitian (r. 81–96)
80. ↑  Goldsworthy (2000) 152 (map): 33 legions of 5,500 each
81. ↑  Tacitus Annales IV.5
82. ↑  Holder (2003) 120
83. ↑  J. C. Spaul ALA (1996) 257–60 and COHORS 2 (2000) 523–7 identify 4 alae and 20–30 cohortes raised in the late 2nd/early 3rd centuries
84. ↑  Goldsworthy (2003) 58: 9 cohorts of 480 men each plus German bodyguards
85. ↑  Goldsworthy (2003) 58: 9 double-cohorts of 800 men each plus 2,000 equites singulares
86. ↑  Implied by Tacitus Annales
87. ↑  Hassall (2000) 320 estimates 380,000
88. ↑  MacMullen How Big was the Roman Army? in KLIO (1979) 454 estimates 438,000
89. ↑  Assuming 33% drop in nos. due to war/disease
90. ↑  John Lydus De Mensibus I.47
91. ↑  Holder (2006) 985; Roxan (2003) 672
92. ↑  Campbell (2005) 212
93. ↑  The Roman Law Library Constitutio Antoniniana de Civitate
94. 1 2  Goldsworthy (2003) 74
95. 1 2  Elton (1996) 148–52
96. ↑  Goldsworthy (2000) 162
97. ↑  D. Ch. Stathakopoulos Famine and Pestilence in the late Roman and early Byzantine Empire (2007) 95
98. ↑  Zosimus New History 26, 37, 46
99. ↑  MacMullen (1979) 455
100. ↑  Lee (1997) 223
101. 1 2  "Roman Britain Organisation". Truy cập ngày 10 tháng 2 năm 2015.
102. ↑  Dio LXXI
103. ↑  Jones (1964) 620
104. ↑  Goldsworthy (2003) 206
105. ↑  Jones (1964) 610-1
106. ↑  Bingham, pp. 118–122
107. ↑  Jones (1964) 610-2
108. ↑  Jones (1964) 610-3
109. ↑  Notitia Dignitatum passim
110. ↑  Goldsworthy (2000) 174
111. ↑  Vegetius III.3
112. ↑  Hassall (2000) 332-4
113. 1 2 3  Birley (2002) 46
114. ↑  Arrian Ars Tactica 17.3
115. 1 2  Goldsworthy (2003) 136
116. ↑  Goldsworthy (2003) 52-3
117. ↑  Goldsworthy (2000) 52
118. ↑  Goldsworthy (2003) 138–9
119. ↑  Goldsworthy (2003) 168
120. ↑  Cheesman (1914)
121. ↑  Davies (1988) 141-3
122. 1 2  Hassall (2000) 336
123. ↑  Tacitus Historiae IV
124. ↑  Tacitus Historiae I.59, IV.12
125. ↑  Goldsworthy (2003) 154
126. ↑  Tacitus Annales 12.31-40
127. ↑  Rossi (1971) 118
128. ↑  Goldsworthy (2000) 124 (map) and 152 (map)
129. ↑  Mattingly (2006) 162-3, 188; Goldsworthy (2000) 156
130. ↑  Goldsworthy (2000) 140
131. ↑  Holder (2003) 135, 133
132. ↑  Livy XXXV.12
133. ↑  Rossi (1971) 104
134. ↑  Sidnell (2006) 172
135. ↑  Campbell (2003) 212
136. ↑  Holder (2003)
137. 1 2 3  Rossi (1971) 102
138. 1 2 3  Goldsworthy (2003) 137
139. ↑  Elton (1996) 105
140. 1 2  Mattingly (2006) 223
141. ↑  Grant (1985), p.72
142. ↑  Rossi (1971), p.104.
143. ↑  Dio Cassius LXXI.16
144. ↑  Dựa trên tư liệu của Goldsworthy (2003) 95-5; Holder (1980) 86-96; Elton (1996) 123
145. ↑  Davies (1988) 148
146. ↑  Goldsworthy (2003) 78, 80
147. 1 2  Holder (1980) 123
148. ↑  Goldsworthy (2003) 76
149. ↑  Holder (1980) 138
150. ↑  Military Diplomas Online Introduction
151. ↑  RMD Vol V Appendix 4 e.g. RMD 127, 128
152. ↑  Mattingly (2006) 190
153. ↑  Holder (1980) 86–8
154. ↑  Heather (2005) 119
155. 1 2  Goldsworthy (2003) 94
156. ↑  Goldsworthy (2003) 95
157. ↑  Based on figs in Goldsworthy (2003) 94; Duncan-Jones (1994) 33–41
158. ↑  Duncan-Jones (1994) 34
159. ↑  Jones (1964) 647
160. 1 2  Goldsworthy (2003) 96
161. ↑  Duncan-Jones (1994) 40
162. ↑  Duncan-Jones (1994) 36
163. 1 2  Birley (2002) 47
164. ↑  Birley (2002) 47–8; Vindolanda Tablets Online Introduction: Personnel
165. 1 2  Goldsworthy (2003) 73
166. ↑  Holder (1980) 86-8
167. 1 2  Goldsworthy (2003) 72
168. ↑  Prosopographia Militiarum Equestrium Vol V (2001)
169. ↑  Holder (1982) 65
170. 1 2  Goldsworthy (2003) 65–6
171. ↑  Goldsworthy (2000) 165
172. ↑  Holder (1980) Chapter 2
173. 1 2  Goldsworthy (2003) 97
174. ↑  Rossi (1971) 59
175. ↑  Mattingly (2006) 207
176. ↑  Goldsworthy (2003) 129
177. ↑  Hassall (2000) 337
178. ↑  Goldsworthy (2003) 209

## XEM THÊM
- Quân đội La-mã
- Quân chủng Chủ lực Legion
- Danh sách các Lữ đoàn Auxilia Quân đội La-mã
- Lịch sử phiên chế tổ chức của Quân đội La-mã
- Quân chủng Auxilia ở Britania (Quân sự La-mã)

## THAM KHẢO

### Tác giả cổ đại
- Arrian Acies contra Alanos (đầu tk.2)
- Dio Cassius Roman History (giữa tk.3)
- Suetonius De vita Caesarum (đầu tk.2)
- Tacitus Agricola (cuối tk.1)
- Tacitus Annales (cuối tk.1)
- Tacitus Historiae (cuối tk.1)
- Vegetius De re militari (cuối tk.4)

### Tác giả hiện đại
- Birley, Anthony (2002). Band of Brothers: Garrison Life at Vindolanda.
- Burton, G. (1988). The Roman World (J. Wacher ed.).
- Campbell, Brian (2005). "The Army" in Cambridge Ancient History 2nd Ed Vol XII (The Crisis of Empire 193-337).
- Davies, R.W. (1988). Service in the Roman Army.
- Duncan-Jones, Richard (1990). Structure and Scale in the Roman Economy.
- Duncan-Jones, Richard (1994). Money and Government in the Roman Empire.
- Elton, Hugh (1996). Frontiers of the Roman empire.
- Goldsworthy, Adrian (2000). Roman Warfare.
- Goldsworthy, Adrian (2003). Complete Roman Army.
- Grant, Michael (1985). The Roman Emperors.
- Hassall, Mark (2000). "The Army" in Cambridge Ancient History 2nd Ed Vol XI (The High Empire 70-192).
- Holder, Paul (1980). Studies in the Auxilia of the Roman Army.
- Holder, Paul (1982). The Roman Army in Britain.
- Holder, Paul (2003). Auxiliary Deployment in the Reign of Hadrian.
- Holder, Paul (2006). Roman Military Diplomas V.* Keppie, Lawrence (1996). "The Army and the Navy" in Cambridge Ancient History 2nd Ed Vol X (The Augustan Empire 30BC - 69 AD).
- Luttwak, Edward (1976). Grand Strategy of the Roman Empire.
- Mattingly, David (2006). An Imperial Possession: Britain in the Roman Empire.
- Jones, A.H.M. (1964). The Later Roman Empire.
- Rossi, L. (1971). Trajan's Column and the Dacian Wars.
- Roxan, Margaret (2003). Roman Military Diplomas IV.
- Spaul, John (2000). COHORS2.

## LIÊN KẾT NGOÀI
- Roman Military Diplomas Online
- Batavian auxiliaries re-enactors
- List of auxiliary units in Britain
- Vindolanda Tablets Online